# ۱۳۹۹ (خورشیدی)
سال ۱۳۹۹ خورشیدی، هزار و سیصد و نود و نهمین سال گاه‌شماری هجری خورشیدی است.
سرآغاز آن جمعه ۱ فروردین ۱۳۹۹ خورشیدی، ساعت ۰۷:۱۹:۳۷ به وقت ایران، برابر با ۲۰ مارس ۲۰۲۰ میلادی (مطابق ۲۵ رجب ۱۴۴۱ قمری قراردادی) بوده‌است. این سال کبیسه و روز شنبه ۳۰ اسفند پایان آن بود.

## اختلاف
به باور عرفی برخی قرن چهاردهم هجری خورشیدی با اتمام سال ۱۳۹۹ خورشیدی به سرانجام می‌رسد و حلول سال ۱۴۰۰ خورشیدی سرآغاز قرن پانزدهم (هـ خ) می‌باشد، از طرفی به جهت تقویمی هر قرن صد سال بوده (قرن اول از آغاز سال ۱ تا پایان سال ۱۰۰) و قرن چهاردهم (هخ) از روز چهارشنبه ۱ فروردین ۱۳۰۱، آغاز شده و روز یک‌شنبه ۲۹ اسفند ۱۴۰۰ به انجام خواهد رسید؛ بنابراین، روز اول قرن پانزدهم هجری خورشیدی، دوشنبه ۱ فروردین ۱۴۰۱ خواهد بود.
این استدلال وقتی درست است که قرن را با یک شروع کنید. اما اگر آغاز قرن به حساب نجومی-ریاضی «صفر» در نظر گرفته شود یا به زبان فلسفی‌تر، قایل به تقدم برسازنده نیستی نسبت به هرگونه هستی ایجابی باشید آغاز ۱۴۰۰ سرآغاز قرن پانزدهم است.
این اختلاف در سال ۲۰۰۰ در ابتدای قرن ۲۱ میلادی نیز وجود داشت که برخی از تقویم شناسان غربی سال ۲۰۰۰ میلادی را با همه حواشی که در مورد تاریخ رایانه‌ها (Y2K)، آغاز قرن بیست و یکم می‌دانستند و در مقابل بسیاری از پژوهشگران گاهشماری مسیحی، سال ۲۰۰۱ را آغازگر قرن بیست و یکم میلادی اعلام کردند.

## نام‌گذاری‌ها
- این سال در گاه‌شماری حیوانی سال موش است.
- مجمع عمومی سازمان ملل سال ۲۰۲۰ را به عنوان «سال جهانی بهداشت گیاهان» (IYPH) نامگذاری و اعلام کرد.[۶]
- طبق اعلام سازمان جهانی بهداشت سال ۲۰۲۰ در زمینه تقویت پرستاری و مامایی برای پوشش بهداشت جهانی قابل توجه است و به همین خاطر آن را «سال پرستار و ماما» نامیده‌است.[۷]
- «سال بتهوفن»، به مناسبت ۲۵۰مین زادروز لودویگ فان بتهوون[۸]
- سال ۲۰۲۰ به عنوان «سال جهانی صدا» توسط کمیسیون بین‌المللی آکوستیک تعیین شده‌است.[۹]
- این سال در ایران توسط سید علی خامنه‌ای سال «جهش تولید» نام‌گذاری شد.[۱۰]

## رویدادهای نجومی
- ۱۹ فروردین - اولین ابرماه سال
- اوایل اردیبهشت - دنباله‌دار اتلس در نزدیکترین فاصله از زمین قرار گرفت.[۱۱]
- ۱۰ اردیبهشت – سیارک ۵۲۷۶۸ با سرعت ۱۹ هزار و ۴۶۱ مایل در ساعت از فاصله ۳ میلیون و ۹۰۸ هزار و ۷۹۱ مایلی زمین عبور کرد (۱۶ برابر زمین تا ماه).
- ۱۳ اردیبهشت - روز جهانی ستاره‌شناسی (۸ تا ۱۴ اردیبهشت هفته جهانی ستاره‌شناسی)
- ۱ تیر – خورشیدگرفتگی حلقوی، کمترین درصد گرفت خورشید در شمال غرب ایران است که ۲۹ درصد سطح خورشید توسط ماه پوشیده خواهد شد، ولی در جنوب شرق کشور در استان سیستان و بلوچستان تا ۹۹ درصد سطح خورشید (تقریبا تمام سطح خورشید) پوشیده خواهد شد.
- ۲۲ مرداد - بارش شهابی برساوشی
- ۲۲ مهر - مقابله سیاره مریخ
- ‎۲۴ آذر – خورشیدگرفتگی کلی، در ایران قابل مشاهده نمی‌باشد.
- ۲۴ آذر - بارش شهابی جوزایی
- ۱ دی - مقارنه مشتری با زحل که هر ۲۰ سال یکبار رخ می‌دهد. میزان نزدیکی این دو سیاره در این مقارنه (با فاصله ای به اندازه یک پنجم قطر ماه) هر ۳۹۷ سال یکبار روی می‌دهد.
- ۳۰ اسفند - روز کبیسه خورشیدی (هر دوره چهار یا به‌ندرت پنج سال خورشیدی).

## رویدادها

### فروردین
- ۱ فروردین – دنیاگیری ۲۰–۲۰۱۹ کروناویروس: تعداد مرگ و میر در سراسر جهان از کووید-۱۹ از ۱۰۰٬۰۰۰ نفر فراتر رفت.
- ۱ فروردین تا ۱۵ فروردین مجموعه تلویزیونی پایتخت ۶ از شبکه یک و شبکه تماشا پخش شد.
- ۲ فروردین – دنیاگیری کروناویروس در ایران: تعداد مبتلایان به کووید-۱۹ در ایران از مرز ۲۰٬۰۰۰ گذشت و فوتی‌ها به ۱٬۵۵۶ نفر رسید.
- ۴ فروردین – سیل در ۱۳ استان آذربایجان شرقی، بوشهر، چهارمحال و بختیاری، خراسان جنوبی، سمنان، سیستان و بلوچستان، فارس، قزوین، قم، کرمان، کهگیلویه و بویراحمد، مرکزی و هرمزگان در ایران ۷ کشته، ۱۵ زخمی و ۲ نفر مفقود برجا گذاشت.
- ۵ فروردین
  - دنیاگیری ۲۰–۲۰۱۹ کروناویروس: هند با بیش از ۱٫۳ میلیارد نفر جمعیت، بیش از یک ششم جمعیت جهان، با نوعی از محدودیت‌های حرکتی روبرو هستند، زیرا ۲۱ روز برای جلوگیری از گسترش کووید-۱۹ قرنطینه می‌شود.
  - دنیاگیری ۲۰–۲۰۱۹ کروناویروس: لی که چیانگ، نخست‌وزیر چینی گزارش داد که «گسترش اپیدمی منتقل شده در داخل کشور اساساً مسدود شده‌است» و شیوع آن در چین کنترل شده‌است.
  - دنیاگیری ۲۰–۲۰۱۹ کروناویروس: بریتانیا به مدت سه هفته قرنطینه می‌شود تا کروناویروس کنترل شود.
  - دنیاگیری ۲۰–۲۰۱۹ کروناویروس: کمیته بین‌المللی المپیک و ژاپن بازی‌های المپیک تابستانی را تا سال ۲۰۲۱، بدون تاریخ تعیین مجدد، به حالت تعلیق درمی‌آورند.
- ۷ فروردین
  - دنیاگیری ۲۰–۲۰۱۹ کروناویروس: موارد جهانی کووید-۱۹ به ۵۰۰٬۰۰۰، با نزدیک به ۲۳٬۰۰۰ مرگ و میر تأیید شده‌است. ایالات متحده در کل موارد شناخته شده کووید-۱۹ با حداقل ۸۱۳٬۲۳۲ مورد و بیش از ۱٬۰۰۰ مرگ و میر از چین و ایتالیا پیشی دارد.
  - دنیاگیری ۲۰–۲۰۱۹ کروناویروس: ستیزه‌جویان در فیلیپین، سوریه، یمن و لیبی با درخواست دبیرکل سازمان ملل متحد، آنتونیو گوترش در مورد درخواست آتش‌بس موافقت می‌کنند. برخی از آن‌ها کمک‌های پزشکی را برای خود و افراد غیر همراه در جوامع خود می‌پذیرند. گوترس همچنین از کشورهای ثروتمند خواسته‌است دو میلیارد دلار برای کمک به مبارزه با ویروس کمک کنند. کلمبیا و ونزوئلا در مورد واکنش مشترک به همه‌گیری جهانی و امارات متحده عربی دربارهٔ کمک‌های هوایی به ایران گفتگو کردند.
  - سومین رویداد سفیدکننده مرجانی در طی پنج سال و در سد بزرگ مرجانی ثبت می‌شود.
- ۸ فروردین
  - دنیاگیری کروناویروس در ایران: تعداد مبتلایان کرونا در ایران از مرز ۳۰٬۰۰۰ نفر گذشت. ۱۱٬۱۳۳ نفر بهبود یافته و ۲٬۳۷۸ نفر فوت کردند.
  - مقدونیه شمالی سی‌امین کشوری است که به ناتو پیوست.
- ۱۴ فروردین – شمار مبتلایان به ویروس کرونا در جهان از مرز یک میلیون نفر گذشت و تعداد جانباختگان نیز به ۵۴ هزار نفر رسید.[۱۲][۱۳][۱۴]
- ۱۸ فروردین – ابتلای یک ببر به کرونا در باغ وحش نیویورک.[۱۵]
- ۱۹ فروردین – اعلام وضعیت اضطراری در ژاپن، نخست‌وزیر ژاپن این وضعیت اضطراری را برای دوره‌ای یک‌ماهه در توکیو و شش منطقه دیگر اعلام کرده‌است.[۱۶]
- ۲۰ فروردین – لغو قرنطینه کامل ووهان کانون شیوع ویروس کرونا در مرکز چین بعد از ۷۶ روز[۱۷][۱۸]
- ۲۲ فروردین – شمار افراد درگذشته بر اثر ابتلا به ویروس کرونا در جهان جمعه شب ۱۰ آوریل از مرز نمادین یک صد هزار نفر گذشت.[۱۹]

### اردیبهشت
- ۵ اردیبهشت – حمله سایبری به شبکه آبرسانی اسراییل - به نقل از وب سایت واشینگتن پست، این حمله در روزهای ۲۴ و ۲۵ آوریل و از طریق نفوذ در سرورهای آمریکایی انجام شده‌است.[۲۰][۲۱][۲۲][۲۳]
- ۸ اردیبهشت – وزارت دفاع آمریکا روز ۲۷ آوریل سه ویدئو با موضوع «اشیای پرنده ناشناس» را از حالت طبقه‌بندی شده خارج کرد.[۲۴]
- ۱۸ اردیبهشت – انتظار می‌رود اولین پرواز خدمه سفینه فضایی دراگن۲ پرتاب شود.
- ۱۷ اردیبهشت – شمار مبتلایان کرونا در ایران از مرز ۱۰۰ هزار تن گذشت.[۲۵]
- ۱۹ اردیبهشت – زلزله ۵٫۱ مرز استانهای مازندران و تهران و حوالی دماوند را لرزاند.[۲۶]
- ۲۱ اردیبهشت – حادثه ناوچه کنارک
- ۲۳ اردیبهشت تا ۲۷ اردیبهشت – برگزاری مسابقه آواز یوروویژن ۲۰۲۰ در روتردام هلند که به دلیل شیوع کرونا لغو گردید.
- ۲۴ اردیبهشت – ارسال پانسمان مخصوص کودکان پروانه‌ای به ایران با حمایت یونیسف و دولت آلمان[۲۷]

### خرداد
- ۳ خرداد – اعتراضات غیزانیه
- ۵ خرداد – کشته شدن جورج فلوید به دست پلیس آمریکا، اعتراضات به مرگ او و شورش در آمریکا
- ۸ خرداد – ناسا پس از ۱۰ سال با همکاری اسپیس‌اکس سفینه با سرنشین به فضا می‌فرستد.[۲۸]
- ۴ خرداد تا ۲۸ خرداد
  - آتش‌سوزی جنگل‌های زاگرس
  - آتش‌سوزی‌های زنجیره‌ای

### تیر
- ۳ تیر – قیمت دلار برای اولین بار در تاریخ ایران از مرز ۲۰٬۰۰۰ تومان گذشت، در مهر ۹۷ نیز قیمت دلار به ۱۹٬۵۰۰ رسید.
- ۵ تیر – انفجار خجیر
- ۱۰تیر – آتش‌سوزی در کلینیک پزشکی سینا در خیابان شریعتی تهران که منجر به کشته شدن ۱۹ نفر و مصدوم شدن ۱۴ نفر شد.
- ۱۲ تیر – حادثه نطنز
- ۲۰ تیر – انفجار در غرب تهران
- ۲۲ تیر – درگیری مرزی ارمنستان و جمهوری آذربایجان (۲۰۲۰)
- ۲۴ تیر – کارزار اعدام نکنید
- ۲۵ تیر – کلاهبرداری توییتری بیت‌کوین ۲۰۲۰
- ۲۶ تیر – اعتراضات تیر ۱۳۹۹ ایران
- ۲۷ تیر – راه‌اندازی برنامه‌ریزی شده مأموریت مریخ ۲۰۲۰ ناسا برای بررسی سکونت مریخ در آماده‌سازی برای ماموریت‌های آینده بشر.

### مرداد
- ۱ مرداد – انجام تست واکسن ویروس کرونا، احتمال عرضه جهانی واکسن ویروس کرونا.[۲۹]
- ۱۴ مرداد – انفجار در بندر بیروت
- ۲۱ مرداد – سقوط بورس ایران
- ۳۰ مرداد – مسمومیت آلکسی ناوالنی سیاستمدار و منتقد ولادیمیر پوتین رئیس‌جمهور روسیه، او با سم نوویچوک مسموم شد.

### شهریور
- ۱۵ شهریور – شروع زودتر مدارس در ایران به دلیل دنیاگیری کروناویروس در ایران
- ۲۲ شهریور _ آخرین محاکمه آرمان عبدالعالی ؛ دوست و عامل جنایت قتل غزاله شکور
- ۲۵ شهریور – امضای توافق آبراهام در کاخ سفید میان اسرائیل و امارات

### مهر
- ۱ مهر – آتش‌سوزی در کارخانه میهن محل حادثه سوله‌ای بزرگ به وسعت حدود ۱۰ هزار مترمربع بود که ۳ هزار متر مربع آن تخریب شد.
- ۲ مهر – خودکشی ۳۸۰ نهنگ در سواحل استرالیا، امداد گران‌جان ۹۰ نهنگ را نجات دادند.
- ۷ مهر – شمار قربانیان ویروس کرونا در جهان از مرز یک میلیون نفر گذشت.
- ۸ مهر – درگذشت امیر کویت، شیخ صباح
- ۱۰ مهر – قیمت دلار از مرز ۳۰٫۰۰۰ تومان گذشت.
- ۱۷ مهر – درگذشت محمدرضا شجریان
- ۲۷ مهر – مسابقات جهانی جام جهانی تی۲۰ مردان ICC در هشت شهر در استرالیا برگزار می‌شود.

### آبان
- ۶ آبان – غرق‌شدن مهاجران اهل ایران در کانال مانش از جمله یک خانواده ایرانی اهل سردشت
- ۱۳ آبان – انتخابات ریاست‌جمهوری ایالات متحده آمریکا (۲۰۲۰) برگزار شد.
- ۱۷ آبان – جو بایدن بعنوان چهل و ششمین رئیس‌جمهور ایالات متحده آمریکا معرفی شد.

### آذر
- ۵ آذر – درگذشت دیگو مارادونا، فوتبالیست آرژانتینی
- ۲۲ آذر - اعدام روح‌الله زم، توسط حکومت جمهوری اسلامی به اتهام محاربه
- ۲۹ آذر – فینال لیگ قهرمانان آسیا بین تیم پرسپولیس (ایران) و تیم اولسان هیوندای (کره جنوبی)

### دی
- ۱ دی – ظهور ستاره کریسمس[۳۰][۳۱]
- ۱۱ دی – پس از خروج انگلستان از اتحادیه اروپا، دوره انتقال فعلی برای مذاکرات دربارهٔ روابط آینده در این تاریخ منقضی شده‌است.
- ۱۸ دی – حمله حامیان ترامپ به کاخ کنگره ایالات متحده

### بهمن
- ۴ بهمن - تظاهرات ۲۰۲۱ روسیه، در حمایت از رهبر بازداشته شده مخالفان آلکسی ناوالنی[۳۲][۳۳]
- ۷ بهمن - عبور تعداد مبتلایان کرونا در جهان از مرز ۱۰۰ میلیون نفر[۳۴][۳۵]
- ۱۳ بهمن - کودتای ۲۰۲۱ میانمار

### اسفند
۱ - ۱۰ اسفند - تایید نهایی حکم قصاص آرمان عبدالعالی ؛ عامل جنایت قتل غزاله شکور در دیوان عالی کشور 
۲ - ۱۳ اسفند - ارسال نهایی پرونده جنایی آرمان عبدالعالی ؛ دوست و عامل جنایت قتل غزاله شکور به واحد اجرای احکام 

## درگذشتگان

### فروردین

فرزانه تائیدی
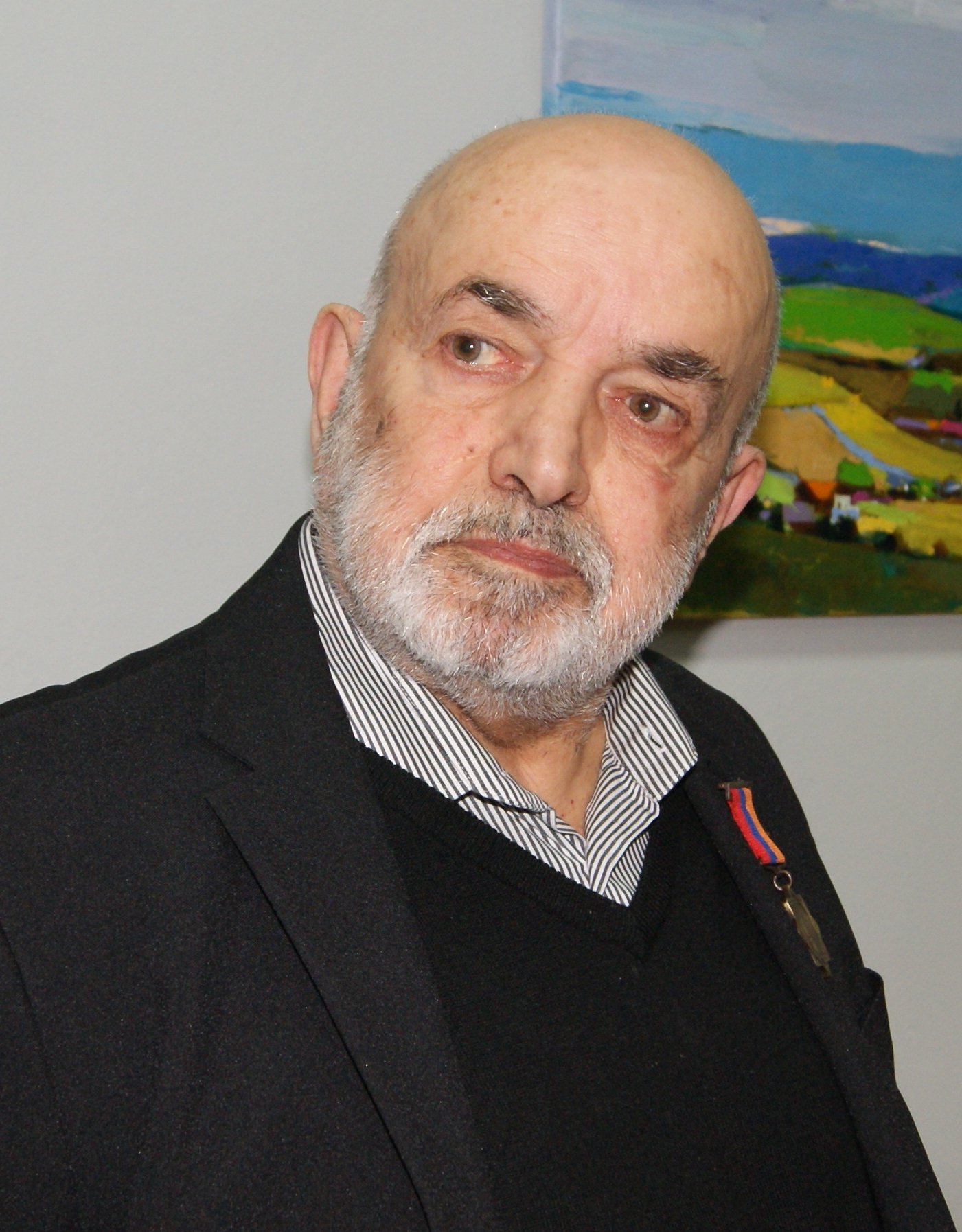
ادمان آیوازیان
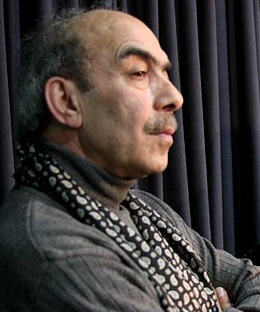
کیومرث درم بخش
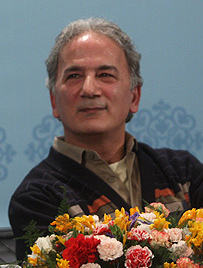
سیامک شایقی

- ۱ فروردین
  - ارسلان فلاح حجت انصاری، نمایندهٔ لاهیجان در اولین دوره مجلس شورای اسلامی (زاده ۱۳۱۹)[۳۸]
  - محمدمهدی صالحی، معاون فرهنگی-سیاسی نهاد نمایندگی رهبر جمهوری اسلامی در دانشگاه‌ها[۳۹]
- ۲ فروردین
  - ژیلا تقی‌زاده، داستان‌نویس، نمایشنامه‌نویس و نقاش (زاده ۱۳۳۸)[۴۰]
  - حسین اسداللهی، فرمانده سابق لشکر عملیاتی ۲۷ محمدرسول الله سپاه تهران
- ۳ فروردین - حسن اکبرزاده، پژوهشگر و ریاضی‌دان (زاده ۱۳۰۶)[۴۱]
- ۴ فروردین - عباسقلی دانشور، پزشک، جراح و استاد دانشگاه (زاده ۱۳۰۴)[۴۲]
- ۴ فروردین - فرزانه تأییدی، بازیگر سینما (زاده ۱۳۲۴)[۴۳]
- ۵ فروردین
  - افلاطون سهرابی، رئیس انجمن زرتشتیان شیراز (زاده ۱۳۲۶)[۴۴]

- ۶ فروردین - ادمان آیوازیان، نقاش، معمار و طراح ارمنی‌تبار و استاد دانشگاه (زاده ۱۳۱۰)[۴۵]
- ۷ فروردین
  - مسعود حیدری، عضو هیئت علمی سازمان مدیریت صنعتی و «پدر اصول، فنون و هنر مذاکره ایران» (زاده ۱۳۱۵)[۴۶]
  - دانیل گورگیزنژاد، وزنه‌بردار (زاده ۱۳۱۹)[۴۷]
- ۹ فروردین - سید جعفر کریمی دیوکلایی، فقیه و سیاستمدار و رئیس شورای استفتائات رهبر جمهوری اسلامی (زاده ۱۳۰۹)[۴۸]
- ۱۱ فروردین - کیومرث درم بخش، عکاس و کارگردان (زاده ۱۳۲۴)[۴۹]
- ۱۲ فروردین - محمدتقی فهمیده، پدر حسین فهمیده[۵۰]
- ۱۳ فروردین
  - قدرت‌الله صالحی، بازیگر سینما و تلویزیون (زاده ۱۳۳۱)[۵۱]
  - میرزا محمد سُلگی، از فرماندهان جنگ ایران و عراق.[۵۲]
  - ایرج یزدانبخش، کارآفرین ایرانی (زاده ۱۳۱۹)
- ۱۴ فروردین
  - ثریا قزل‌ایاغ، نویسنده، برگردان و استاد ادبیات کودکان ونوجوانان (زاده ۱۳۲۲)[۵۳]
  - هدایت غضنفری، مؤسس مرکز پژوهش و توسعه جنگلداری زاگرس شمالی[۵۴]
- ۱۵ فروردین
  - موسی الرضا ولی نژاد، نوازنده پیشکسوت دوتار[۵۵]
  - همایون خسروی، موسیقی‌دان و نوازندهٔ ویلنسل (زاده ۱۳۳۲)[۵۶]
- ۱۶ فروردین - عباس شجاعی، پیشکسوت داوری کشتی[۵۷]
- ۱۷ فروردین - امیرسعید گرجی، عکاس[۵۸]
- ۱۸ فروردین - رضا بابایی، نویسنده و پژوهشگر[۵۹]
- ۱۹ فروردین
  - جودت قزوینی، شاعر، ادیب، مورخ، نویسنده و پژوهشگر (زاده ۱۳۳۲)
  - فریبرز اسماعیلی، بازیکن فوتبال (زاده ۱۳۱۹)[۶۰]
  - فرهنگ کسرایی، نویسنده، بازیگر و نمایشنامه‌نویس (زاده ۱۳۳۹)[۶۱]
- ۲۲ فروردین - پری منصوری، نویسنده و برگردان (زاده ۱۳۱۴)[۶۲]
- ۲۳ فروردین
  - حسن انوشه، نویسنده، پژوهشگر تاریخ، زبان و ادبیات فارسی (زاده ۱۳۲۳)[۶۳]
  - کامران جمالی، شاعر، نویسنده و مترجم (زاده ۱۳۳۱)[۶۴]
- ۲۴ فروردین - مسعود حاج‌رسولی، قهرمان سابق بوکس آسیا و دکترای فیزیولوژی (زاده ۱۳۲۹)[۶۵]
- ۲۵ فروردین - حشمت‌الله کامرانی، مترجم (زاده ۱۳۲۰)[۶۶]
- ۲۷ فروردین - سیامک شایقی، کارگردان سینما و تلویزیون (زاده ۱۳۳۳)[۶۷]

### اردیبهشت

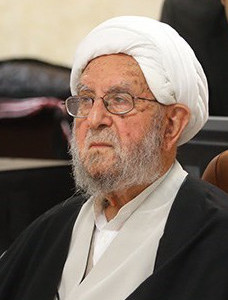
ابراهیم امینی
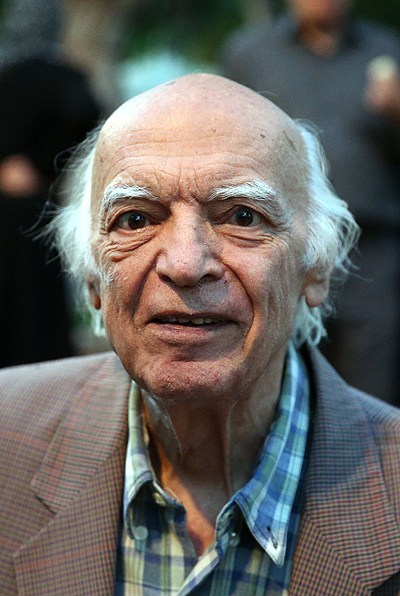
نجف دریابندری

- ۱ اردیبهشت - سعید شمس انصاری، هنرمند (زاده ۱۳۱۴)[۶۸]
- ۳ اردیبهشت - منصور سپهری مقدم، معمار و استاد دانشگاه (زاده ۱۳۱۸)[۶۹]
- ۴ اردیبهشت - فضل‌الله اویسی، موسیقی دان (زاده ۱۳۰۲)[۷۰]
- ۵ اردیبهشت
  - گلچهره اعظم‌آوا، استاد زبان و ادبیات فارسی دانشگاه تاشکند[۷۱]
  - ابراهیم امینی، سیاستمدار، فقیه شیعه، از اعضای مجمع تشخیص مصلحت نظام و عضو مجلس خبرگان رهبری (زاده ۱۳۰۴)[۷۲]
  - بابک داد، خبرنگار پارلمانی، روزنامه‌نگار، وبلاگ‌نویس و تحلیلگر مسایل ایران (زاده ۱۳۴۸)[۷۳]
  - سوسن طاقدیس، نویسنده (زاده ۱۳۳۸)[۷۴]
  - حمید رشیدی، نویسنده و پدر حقوق آب ایران (زاده ۱۳۴۰)
- ۷ اردیبهشت
  - امیر مهیم، شاعر، نویسنده و مجری و تهیه کنندهٔ برنامه‌های تلویزیونی (زاده ۱۳۲۱)[۷۵]
  - ابوالفضل صلبی، بازیکن بسکتبال (زاده ۱۳۰۳)[۷۶]
  - ابوالقاسم رحیمی‌انارکی، اقتصاددان و مدیر اجرایی، مدیرعامل بانک مسکن (زاده ۱۳۴۵)[۷۷]
- ۱۲ اردیبهشت - سید مرتضی هزاوه‌ای[۷۸]
- ۱۵ اردیبهشت
  - نجف دریابندری، مترجم و نویسنده (زاده ۱۳۰۸)[۷۹][۸۰]
  - فریدون صدیقی مجسمه‌ساز (زاده ۱۳۱۵)[۸۱]
- ۱۶ اردیبهشت
  - سید حسن آقا حسینی طباطبایی، نماینده ادوار مجلس (زاده ۱۳۱۳)[۸۲]
  - محسن باوی - بازیکن فوتبال[۸۳]
  - مجاهد کاکر، خبرنگار[۸۴]
  - عباس شقاقی، قهرمان شمشیربازی[۸۵]
- ۱۷ اردیبهشت
  - عباس روستایی، دروازه‌بان سابق تیم فوتبال نوجوانان ایران[۸۶]
  - مصطفی غلامی، قهرمان و پیشکسوت کیوکوشین ایران[۸۷]
- ۱۸ اردیبهشت
  - محمد کریم فضلی، بنیان‌گذار گروه صنعتی گلرنگ (زاده ۱۳۱۱)[۸۸]
  - فرج‌الله کمالی، شاعر محلی سرای دشتستان استان بوشهر (زاده ۱۳۲۸)[۸۹]
- ۱۹ اردیبهشت - فرهاد قریب، فیلمنامه‌نویس و مستندساز
- ۲۰ اردیبهشت - علی عجمی، فعال حقوق بشر[۹۰]
- ۲۱ اردیبهشت - کشته شدن تعداد ۱۹ نفر در حادثه ناوچه کنارک[۹۱]
- ۲۴ اردیبهشت - بحرالدین کمال الدین‌اف، زبان‌شناس[۹۲]
- ۲۵ اردیبهشت - حمید ولیوند، بازیکن فوتبال[۹۳]
- ۲۷ اردیبهشت - حسین کاظم‌پور اردبیلی، نماینده ایران در اوپک (زاده ۱۳۳۱)[۹۴]
- ۳۰ اردیبهشت - مرگ آسیه پناهی[۹۵]

### خرداد

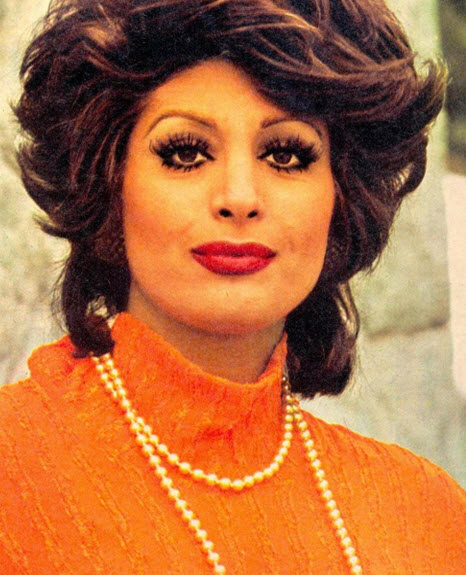
مرجان
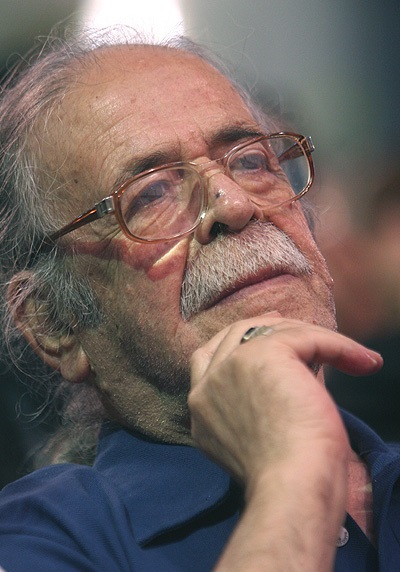
محمدعلی کشاورز
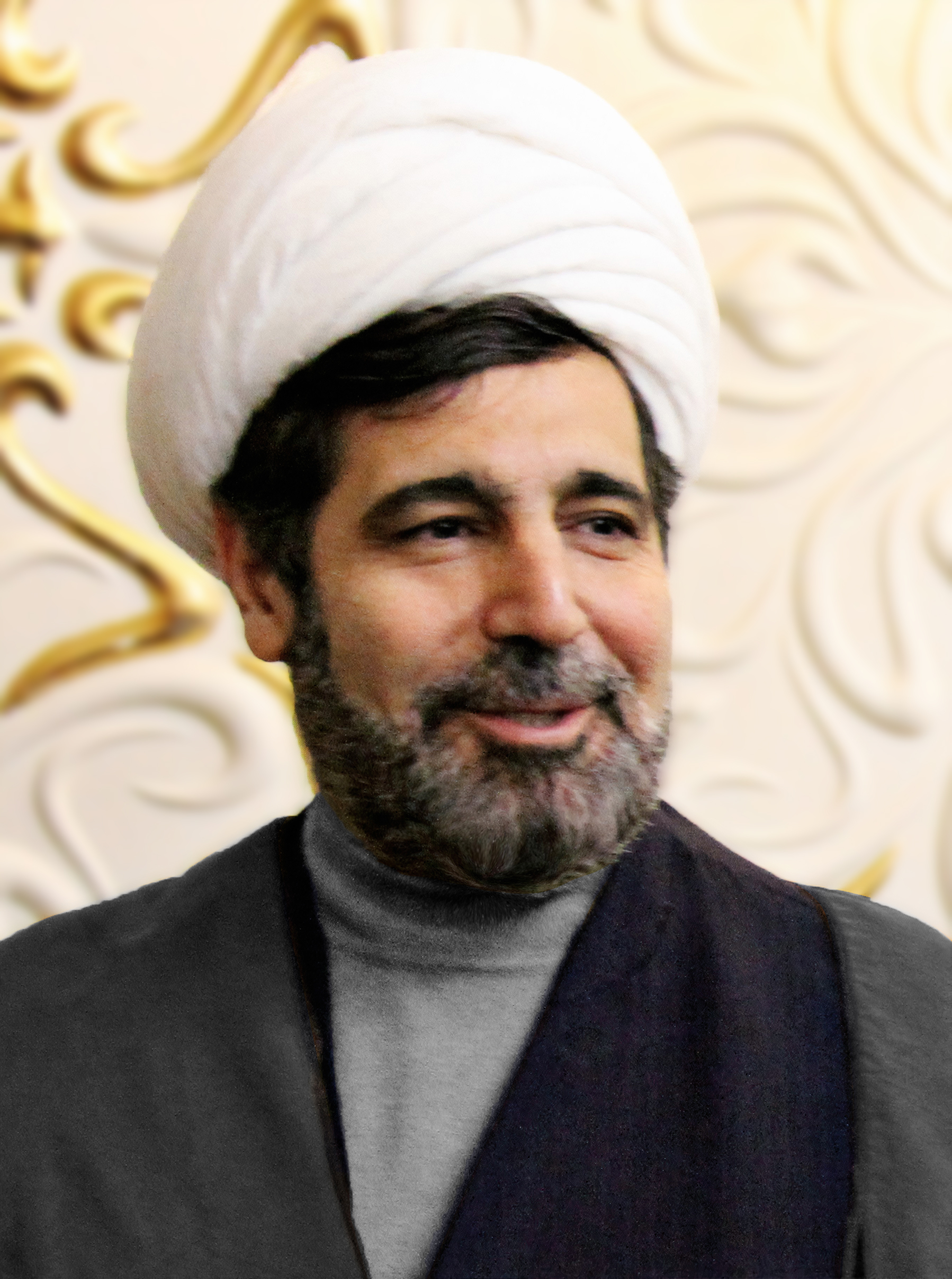
غلامرضا منصوری

- ۱ خرداد - رومینا اشرفی، سرش توسط پدرش با داس بریده شد
- ۲ خرداد - ملیحه تیره گل، شاعر و پژوهشگر[۹۶]
- ۳ خرداد - علی پیرنیا، مصحح متون ادبی کهن و از پژوهشگران فرهنگستان زبان و ادبیات فارسی[۹۷]
- ۴ خرداد - مصطفی خرم دل، نویسنده، مترجم، قرآن‌پژوه، اسلام‌شناس و مفسر کرد (زاده ۱۳۱۵)[۹۸]
- ۵ خرداد
  - هیبت‌الله کلانتری، سم‌شناس دارویی[۹۹]
  - صدیقه کیانفر، بازیگر سینما (زاده ۱۳۱۱)[۱۰۰]
  - مهدی اخوان لنگرودی، شاعر و نویسنده (زاده ۱۳۲۴)[۱۰۱]
  - قاسم کویتی‌پور، قهرمان سابق دوومیدانی آسیا[۱۰۲]
  - میرحسین شاه، ادیب و مورخ[۱۰۳][۱۰۴]
- ۶ خرداد - محمد نعمتی، ملی‌پوش عضو تیم ملی اسکیت جوانان ایران[۱۰۵]
- ۷ خرداد
  - آرزو باهو، پرستار بیمارستان کودکان بندرعباس[۱۰۶]
  - محمدحسین زارع مهرجردی، مدیر مسئول انتشارات نص[۱۰۷]
- ۸ خرداد
  - فرید امین‌زاده، پیشکسوت واترپلو[۱۰۸]
- ۱۰ خرداد - سیروس مشفقی، شاعر و فعال فرهنگی و ادبی (زاده ۱۳۲۲)[۱۰۹]
- ۱۱ خرداد - حسن توفیق، کاریکاتوریست و از مدیران مسئول نشریه طنز «توفیق» (زاده ۱۳۰۴)[۱۱۰]
- ۱۵ خرداد - صبا شایسته، قایق‌ران تیم ملی قایقرانی روئینگ ایران (زاده ۱۳۶۹)[۱۱۱]
- ۱۷ خرداد - مرجان، خواننده و بازیگر (زاده ۱۳۲۷)[۱۱۲]
- ۱۸ خرداد - مهدی نیکبخت، شاعر (زاده ۱۳۵۷)[۱۱۳]
- ۲۰ خرداد - پرویز ابوطالب، بازیکن و مربی فوتبال (زاده ۱۳۲۱)[۱۱۴]
- ۲۲ خرداد - جلال صمیمی، اختر فیزیکدان (زاده ۱۳۱۹)[۱۱۵]
- ۲۴ خرداد
  - علیرضا نیکبخت، بازیکن سابق نفت آبادان[۱۱۶]
  - فرهاد (محسن) تنها، بازیگر، کارگردان و مدرس تئاتر شهرستان فسا[۱۱۷]
  - مولانا حیدری وجودی، عارف و شاعر[۱۱۸]
  - عبدالرحمن فاضلی، نویسنده[۱۱۹]
- ۲۵ خرداد
  - محمدعلی کشاورز، بازیگر پیشکسوت سینما، تئاتر و تلویزیون (زاده ۱۳۰۹)[۱۲۰]
  - فاطمه برحی، به دست شوهرش سر بریده شد.[۱۲۱]
- ۲۶ خرداد
  - ریحانه عامری، قتل با تبر توسط پدرش[۱۲۲]
  - مسعود سلطانی، پدر صنعت برق ایران[۱۲۳]
  - جمشید علیمراد، خواننده موسیقی پاپ (زاده ۱۳۲۲)
- ۳۰ خرداد
  - غلامرضا منصوری، قاضی[۱۲۴]
  - البرز زارعی، کوهنورد و فعال محیط‌زیست[۱۲۵]

### تیر

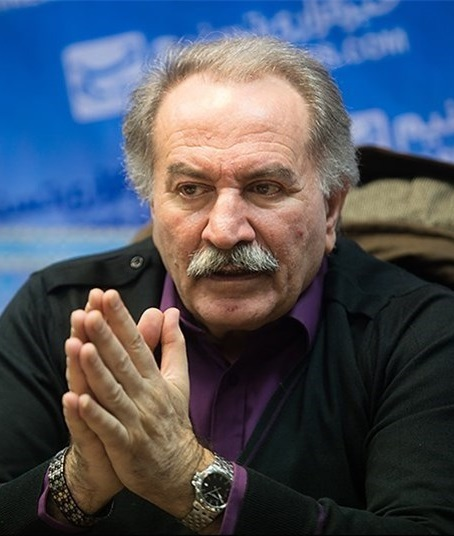
جمشید پژویان
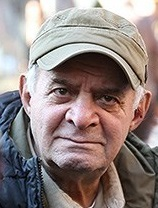
سیروس گرجستانی
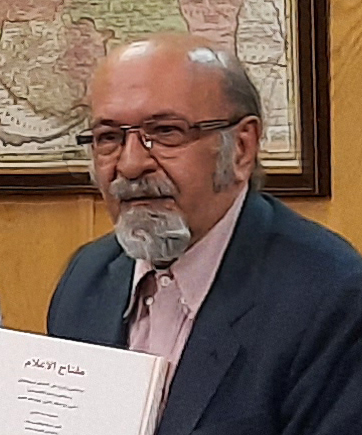
غلامرضا سحاب
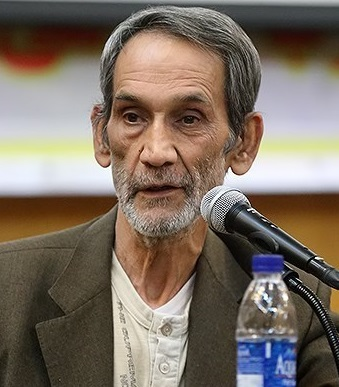
ابوالقاسم سرحدی زاده

- ۲ تیر - جمشید پژویان، اقتصاددان، رئیس سابق شورای رقابت و استاد اقتصاد دانشگاه علامه طباطبایی و دانشگاه آزاد اسلامی (زاده ۱۳۲۴)[۱۲۶]
- ۵ تیر - علیرضا راهب، شاعر، ترانه‌سرا، نویسنده و منتقد ادبی (زاده ۱۳۴۶)[۱۲۷]
- ۶ تیر - حسین قلمی، سازنده سازهای ایرانی (زاده ۱۳۲۸)[۱۲۸]
- ۷ تیر
  - دیوید استروناخ، باستان‌شناس و ایران‌شناس اسکاتلندی[۱۲۹]
  - محمدرضا اعرابی، خواننده (زاده ۱۳۶۱)[۱۳۰]
- ۹ تیر - حسن برازجانی، مدرس ادبیات فارسی و ویراستار (زاده ۱۳۱۹)[۱۳۱]
- ۱۲ تیر - سیروس گرجستانی، بازیگر سینما، تئاتر و تلویزیون (زاده ۱۳۲۳)[۱۳۲]
- ۱۷ تیر
  - غلامرضا سحاب، کارتوگراف و جغرافی‌دان (زاده ۱۳۲۷)[۱۳۳]
  - احمد رهبری، نماینده ادوار مجلس (زاده ۱۳۳۲)[نیازمند منبع]
- ۱۸ تیر - هوشنگ صدیق، سرتیپ خلبان اف- ۴ فانتوم ۲ نیروی هوایی ارتش جمهوری اسلامی ایران (زاده ۱۳۲۰)[۱۳۴]
- ۱۹ تیر - یدالله طارمی، شاعر بومی سرای شیرازی (زاده ۱۳۱۱)[۱۳۵]
- ۲۱ تیر - حسن شریفی، بازیگر و فیلمبردار اهل ایران (زاده ۱۳۱۰)[۱۳۶]
- ۲۲ تیر - سید جلال طباطبایی، بازیگر (زاده ۱۳۲۹)[۱۳۷]
- ۲۳ تیر - عیسی جعفری، سیاست‌مدار (زاده ۱۳۴۰)[۱۳۸]
- ۲۴ تیر
  - ابوالقاسم سرحدی زاده، سیاست‌مدار (زاده ۱۳۲۴)[۱۳۹]
  - فاطمه عربشاهی سبزواری، شاعر و نویسنده (زاده ۱۳۰۲)
- ۲۶ تیر - سوسن سلیمی، بازیگر سینما (زاده ۱۳۲۳)[۱۴۰]
- ۲۷ تیر - عبدالمحمد پوربهی، پیشکسوت فوتبال بوشهر و شاهین بوشهر (زاده ۱۳۰۹)[۱۴۱]
- ۲۸ تیر
  - علی میرزایی، پیشکسوت و اسطوره وزنه‌برداری ایران (زاده ۱۳۰۷)[۱۴۲]
  - سعید قائم مقامی، مجری رادیو (زاده ۱۳۲۲)[۱۴۳]
- ۲۹ تیر - کیومرث ابوالملوکی، پدر کشتی نوین ایران (زاده ۱۳۰۲)[۱۴۴]
- ۳۰ تیر
  - احمد پور مخبر، بازیگر سینما و تلویزیون (زاده ۱۳۱۹)[۱۴۵]
  - سید محمود موسوی مجد، نظامی (زاده ۱۳۶۵)[۱۴۶]
- ۳۱ تیر
  - روح‌الله رجایی، روزنامه‌نگار و سردبیر روزنامه جام‌جم (زاده ۱۳۶۱)[۱۴۷]
  - مجید مجیدیان راد، پزشک و رئیس درمانگاه تخصصی تأمین اجتماعی شهرستان نظرآباد استان البرز (زاده ۱۳۴۸)[۱۴۸]
  - عبدالعلی خوارزمی، استاد گروه اطفال دانشگاه علوم پزشکی مشهد[۱۴۹]

### مرداد

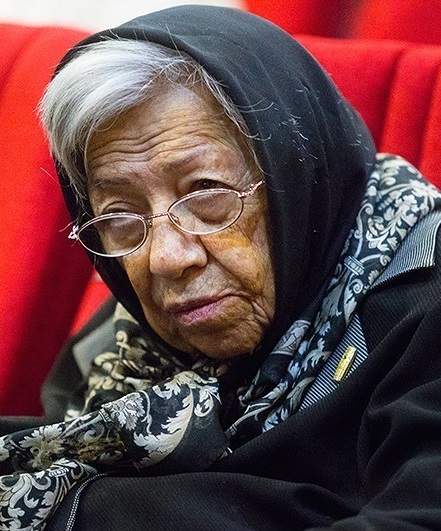
بدرالزمان قریب
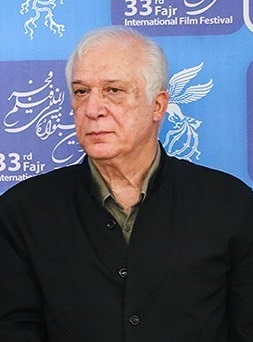
خسرو سینایی
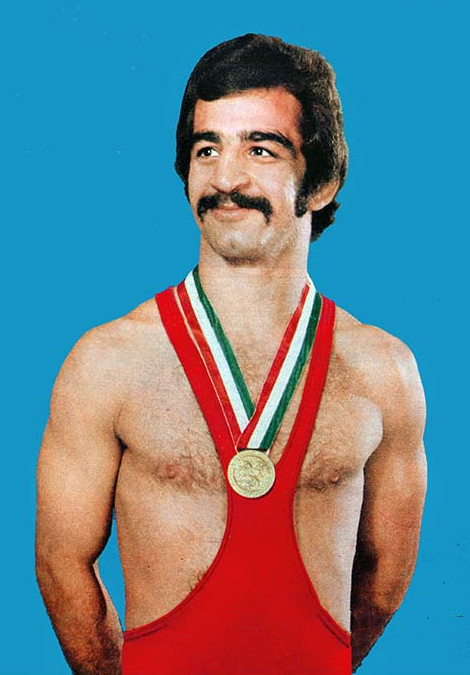
محمدرضا نوایی
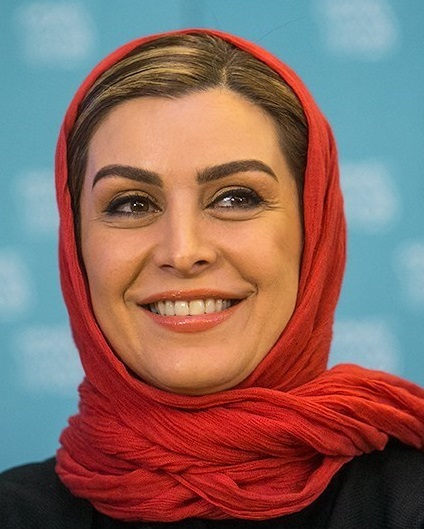
ماه‌چهره خلیلی
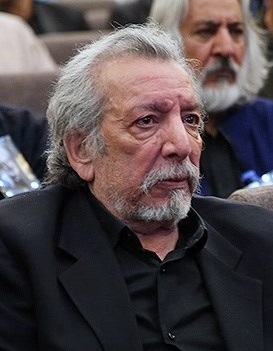
بهمن مفید
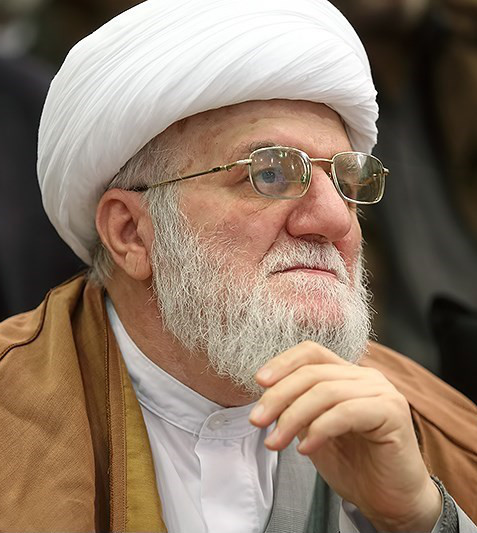
محمدعلی تسخیری

- ۱ مرداد
  - سید محمدحسن طباطبایی، استاد اخلاق حوزه‌های علمیه و مدیر مدرسه علمیه الحجه (زاده ۱۳۲۶)[۱۵۰]
  - حمزه تدین‌منش، جانباز جنگ ایران و عراق و نویسنده کتاب «پرواز پروانه‌ها»[۱۵۱]
  - رسول بخش زنگشاهی، نوازنده قیچک و موسیقی نواحی سیستان و بلوچستان (زاده ۱۳۲۰)
- ۳ مرداد - همایون‌رضا عطاردی، موسیقی‌دان، آهنگساز و تهیه‌کنندهٔ سینما و تلویزیون اهل ایران (زاده ۱۳۴۹)[۱۵۲]
- ۵ مرداد - مسعود گلزاری، باستان‌شناس، پژوهشگر، مترجم و ایران‌شناس (زاده ۱۳۱۳)
- ۷ مرداد
  - بدرالزمان قریب، زبان‌شناس (زاده ۱۳۰۸)
  - سیدجواد آیت‌اللهی، امام جمعه یزد (زاده ۱۳۴۹)
- ۱۰ مرداد - سلیمان لایق، روزنامه‌نگار، یکی از رهبران جنبش چپ افغانستان و پیرو مارکسیسم (زاده ۱۳۰۹)
- ۱۱ مرداد - خسرو سینایی، کارگردان، فیلم‌نامه‌نویس و آهنگساز (زاده ۱۳۱۹)
- ۱۳ مرداد - محمدرضا نوایی، پیشکسوت کشتی آزاد (زاده ۱۳۲۷)
- ۱۴ مرداد - هنریک مجنونیان، نویسنده، مترجم و فعال محیط زیست ارمنی‌تبار (زاده ۱۳۳۰)
- ۱۷ مرداد - ماه‌چهره خلیلی، بازیگر تلویزیون و سینما (زاده ۱۳۵۵)
- ۱۹ مرداد-سید عباس موسویان، روحانی، نویسنده، اقتصاددان و محقق اسلامی (زاده ۱۳۳۹)
- ۲۱ مرداد - نصرت‌الله نوح، شاعر، روزنامه‌نگار و طنزپرداز (زاده ۱۳۱۰).
- ۲۲ مرداد - سهراب محمدی، موسیقی‌دان و خواننده (زاده ۱۳۱۷)
- ۲۴ مرداد - علی ابراهیمی، ساختمان ساز و پیمانکار (زاده ۱۳۲۹)
- ۲۶ مرداد -
  - بهمن مفید، بازیگر سینما، تئاتر، گوینده رادیو، نمایش عروسکی (زاده ۱۳۲۱)
  - محمدحسین محمدی، نماینده پیشین مجلس (زاده ۱۳۱۷)
- ۲۷ مرداد - صمد بالازاده، خلبان نیروی هوایی (زاده ۱۳۳۲)
- ۲۸ مرداد - محمدعلی تسخیری، روحانی و نماینده مجلس خبرگان (زاده ۱۳۲۳)
- ۲۹ مرداد - کریم محمودحقیقی، عارف و خطیب اخلاقی (زاده ۱۳۰۴)
- ۳۱ مرداد -
  - عبدالجواد علم‌الهدی، مؤسس و تولیت حوزه علمیه الامام القائم (زاده ۱۳۰۹)[۱۵۳]
  - منوچهر سلیمی - البرزپژوه و افسانه پژوه و نویسنده پیشکسوت ادبیات کودکان و نوجوانان (زاده ۱۳۰۷)[۱۵۴]

### شهریور

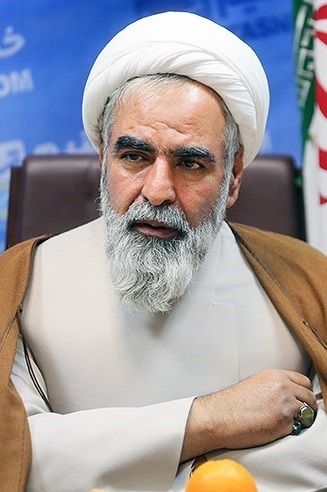
روح الله حسینیان
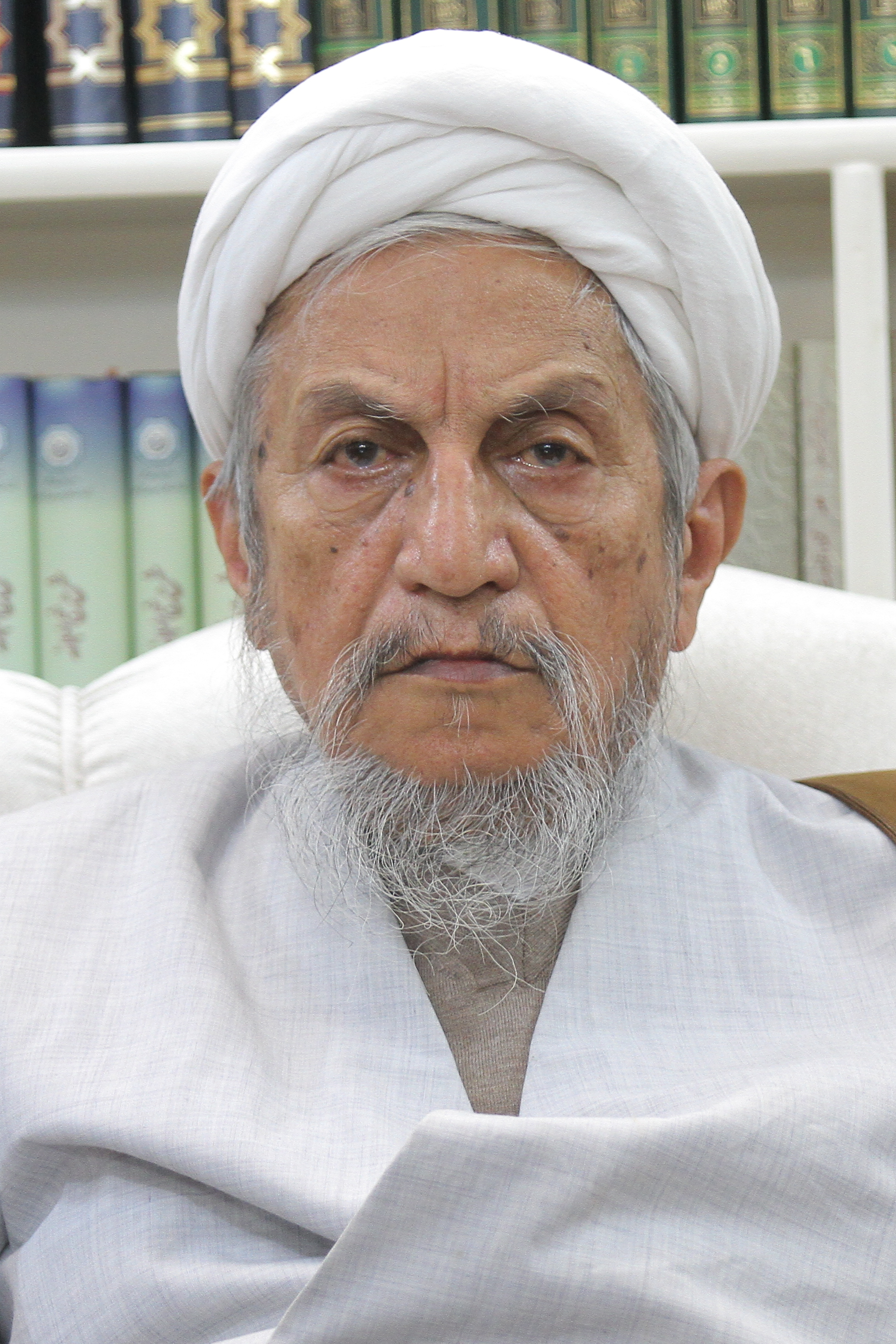
یوسف صانعی
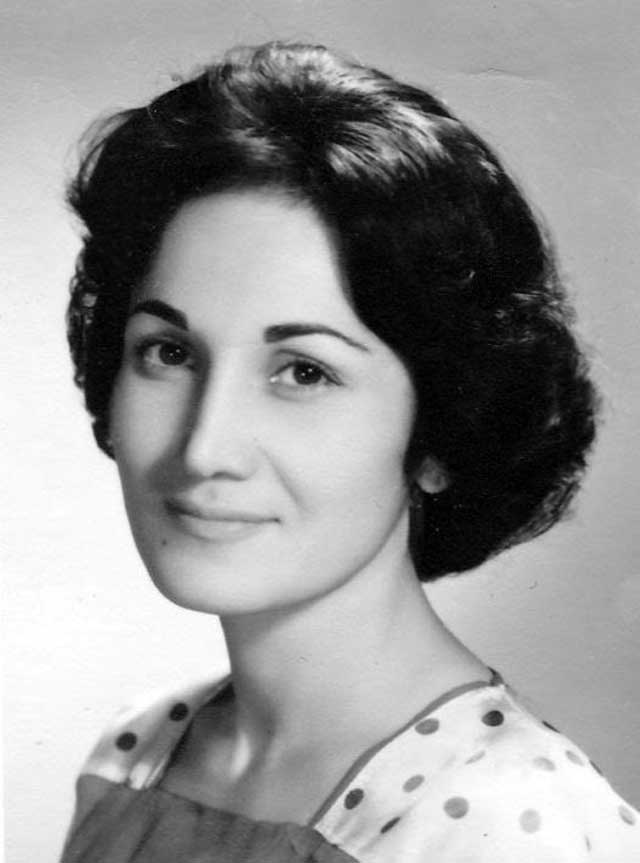
طلعت بصاری
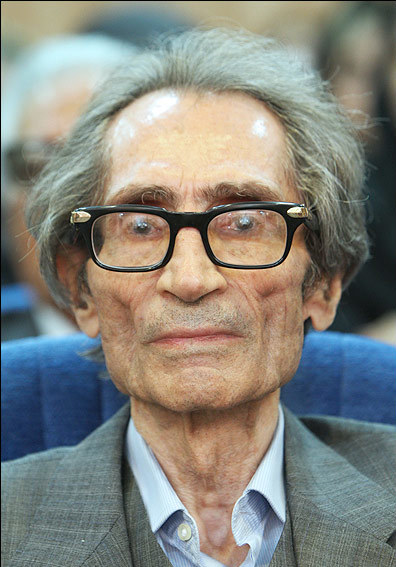
اسماعیل سعادت

- ۱ شهریور - عبدالکریم حکمت یغمایی، شاعر (زاده ۱۳۲۸)
- ۴ شهریور
  - منوچهر طیاب، نویسنده، منتقد و مستندساز (زاده ۱۳۱۶)[۱۵۵]
  - روح‌الله حسینیان، قاضی، رئیس مرکز اسناد انقلاب و نماینده ادوار مجلس (زاده ۱۳۳۴)[۱۵۶]
- ۷ شهریور - سیا ارمجانی، مجسمه‌ساز و معمار (زاده ۱۳۱۸)
- ۸ شهریور - سرژیک تیموریان، فوتبالیست (زاده ۱۳۵۳)
- ۹ شهریور - اکبر پرهیزکار، استاندار و نماینده ادوار مجلس (زاده ۱۳۲۸)
- ۱۰ شهریور
  - مسعود مهرابی، نویسنده و روزنامه‌نگار و مدیر ماهنامه فیلم (زاده ۱۳۳۳)
  - فرهاد احمدی، معمار ایرانی (زاده ۱۳۲۹)
- ۱۱ شهریور - لئون آهارونیان، فعال اقتصادی (زاده ۱۳۰۹)
- ۱۲ شهریور - اسماعیل سعادت، مترجم و زبان‌شناس (زاده ۱۳۰۴)
- ۱۶ شهریور - نورمحمد ربوشه، نماینده ادوار مجلس (زاده ۱۳۳۹)
- ۱۸ شهریور - سرژ آواکیان، گرافیست و نقاش (زاده ۱۳۱۷)
- ۲۰ شهریور - طیفور بطحایی، فیلمساز و فعال سیاسی (زاده ۱۳۲۶)
- ۲۲ شهریور
  - یوسف صانعی، مرجع تقلید شیعه، نماینده سابق مجلس خبرگان رهبری، دادستان کل کشور (زاده ۱۳۱۶).
  - نوید افکاری، کشتی‌گیر، معترض و زندانی سیاسی (زاده ۱۳۷۲)
- ۲۸ شهریور - طلعت بصاری، نویسنده، شاعر و پژوهشگر (زاده ۱۳۰۲)
- ۳۰ شهریور - ناهید سالیانی، مجسمه‌ساز (زاده ۱۳۱۵)

### مهر

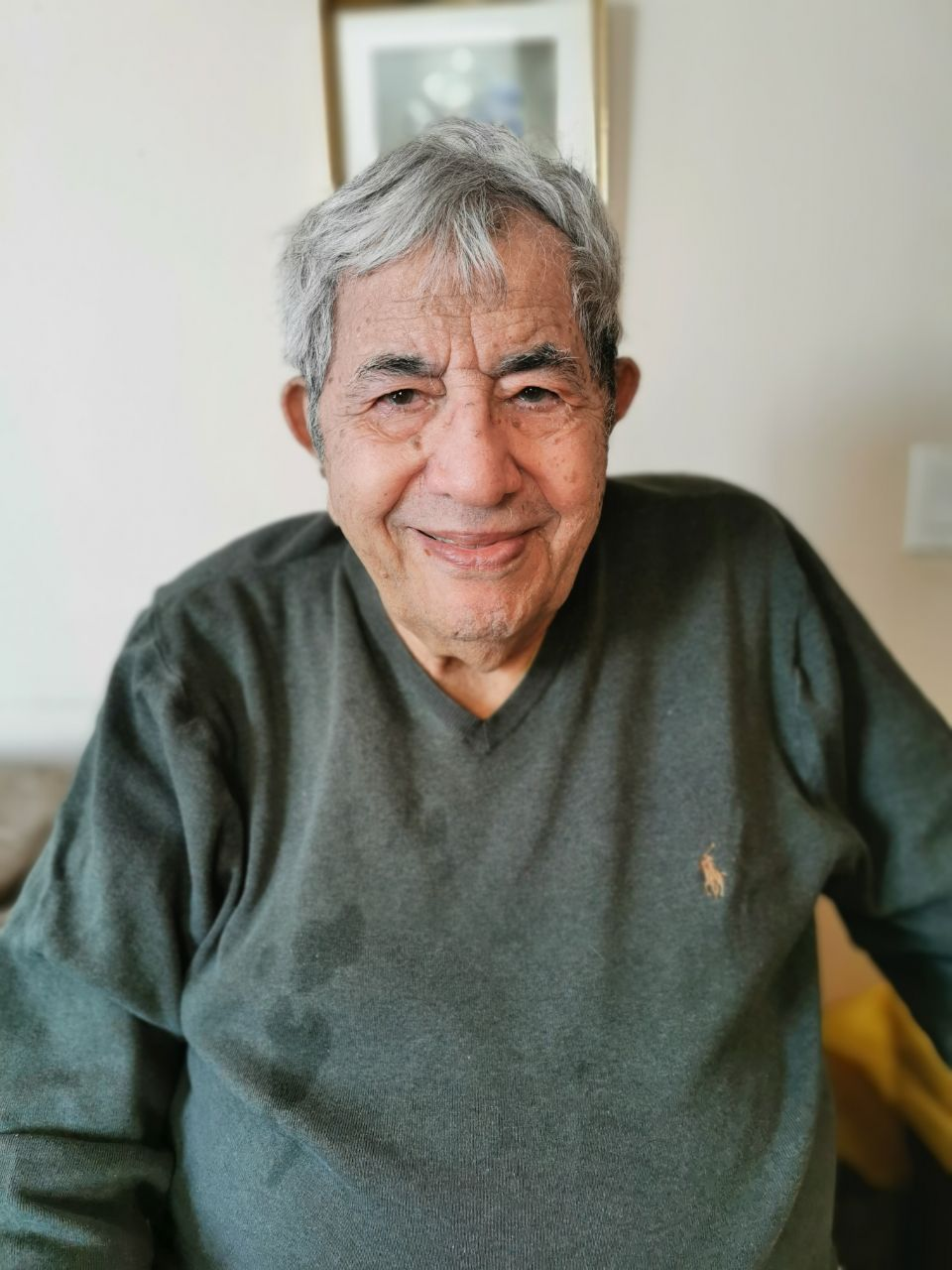
عباس جوانمرد
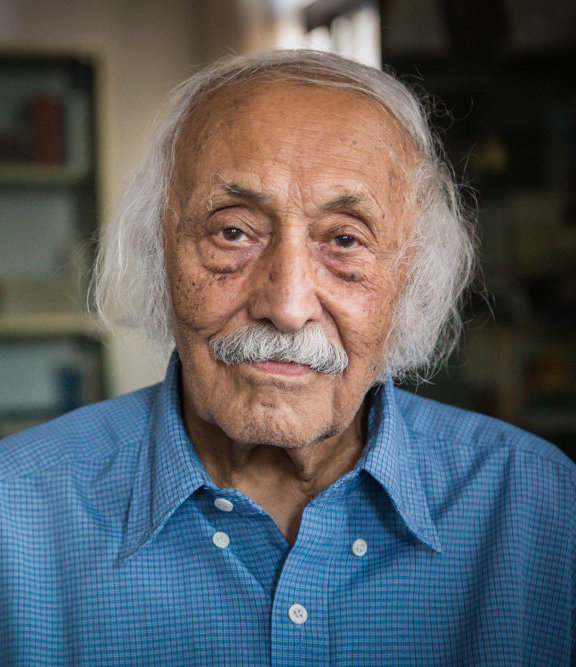
منوچهر آشتیانی
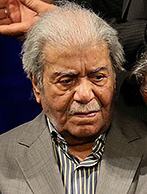
نصرت‌الله وحدت
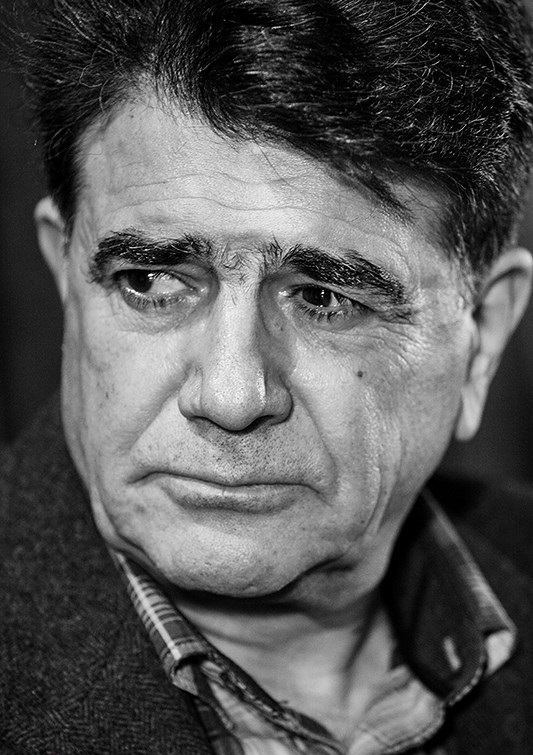
محمدرضا شجریان
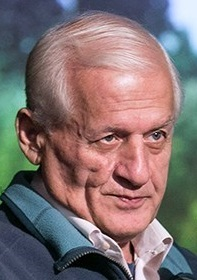
اکبر عالمی
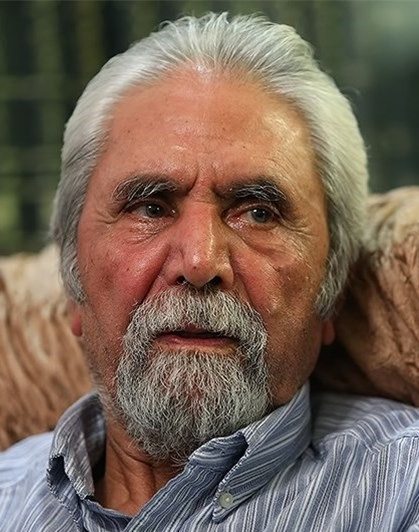
غلامعباس توسلی

- ۱ مهر - حسن ممدوحی، نماینده سابق مجلس خبرگان رهبری (زاده ۱۳۱۸)
- ۶ مهر
  - سید محسن حبیبی، معمار (زاده ۱۳۲۶)
  - محمدمهدی کتیبه، رئیس اداره دوم ستاد مشترک ارتش (زاده ۱۳۱۸)
- ۷ مهر - عباس جوانمرد، کارگردان و بازیگر (زاده ۱۳۰۷)
- ۸ مهر - منوچهر آشتیانی، جامعه‌شناس (زاده ۱۳۰۹)
- ۱۲ مهر - محمدعلی مهرابی از بنیانگذاران سازمان هواشناسی زاده ۱۳۲۵ تهران
- ۱۳ مهر - سیروس برزو، روزنامه‌نگار و پژوهشگر علوم فضایی (زاده ۱۳۳۲)
- ۱۵ مهر -
  - نصرت‌الله وحدت، کارگردان، بازیگر سینما و تئاتر (زاده ۱۳۰۴).
  - علی اکبر جعفری، اوستاشناس (زاده ۱۲۹۹)
- ۱۶ مهر - حسن طلایی مغانجوقی، باستان‌شناس ایرانی (زاده ۱۳۲۸)
- ۱۷ مهر - محمدرضا شجریان، موسیقی‌دان و خوانندهٔ سبک اصیل ایرانی (زاده ۱۳۱۹)
- ۲۰ مهر - محمد کریمیان، نماینده ادوار مجلس (زاده ۱۳۳۳)
- ۲۱ مهر - صادق ملک شهمیرزادی، باستان‌شناس (زاده ۱۳۱۹)
- ۲۲ مهر
  - اکبر عالمی، کارگردان، منتقد و استاد دانشگاه (زاده ۱۳۲۴)
  - خسرو پایاب، بازیگر (زاده ۱۳۲۲)
- ۲۵ مهر - غلامعباس توسلی، جامعه‌شناس (زاده ۱۳۱۴)
- ۲۷ مهر - لاله مهری بختیار، اسلام‌شناس و قرآن‌شناس (زاده ۱۳۱۷)
- ۳۰ مهر - حمید بهرامی احمدی، نماینده حوزهٔ انتخابیهٔ رفسنجان (زاده ۱۳۲۱)

### آبان

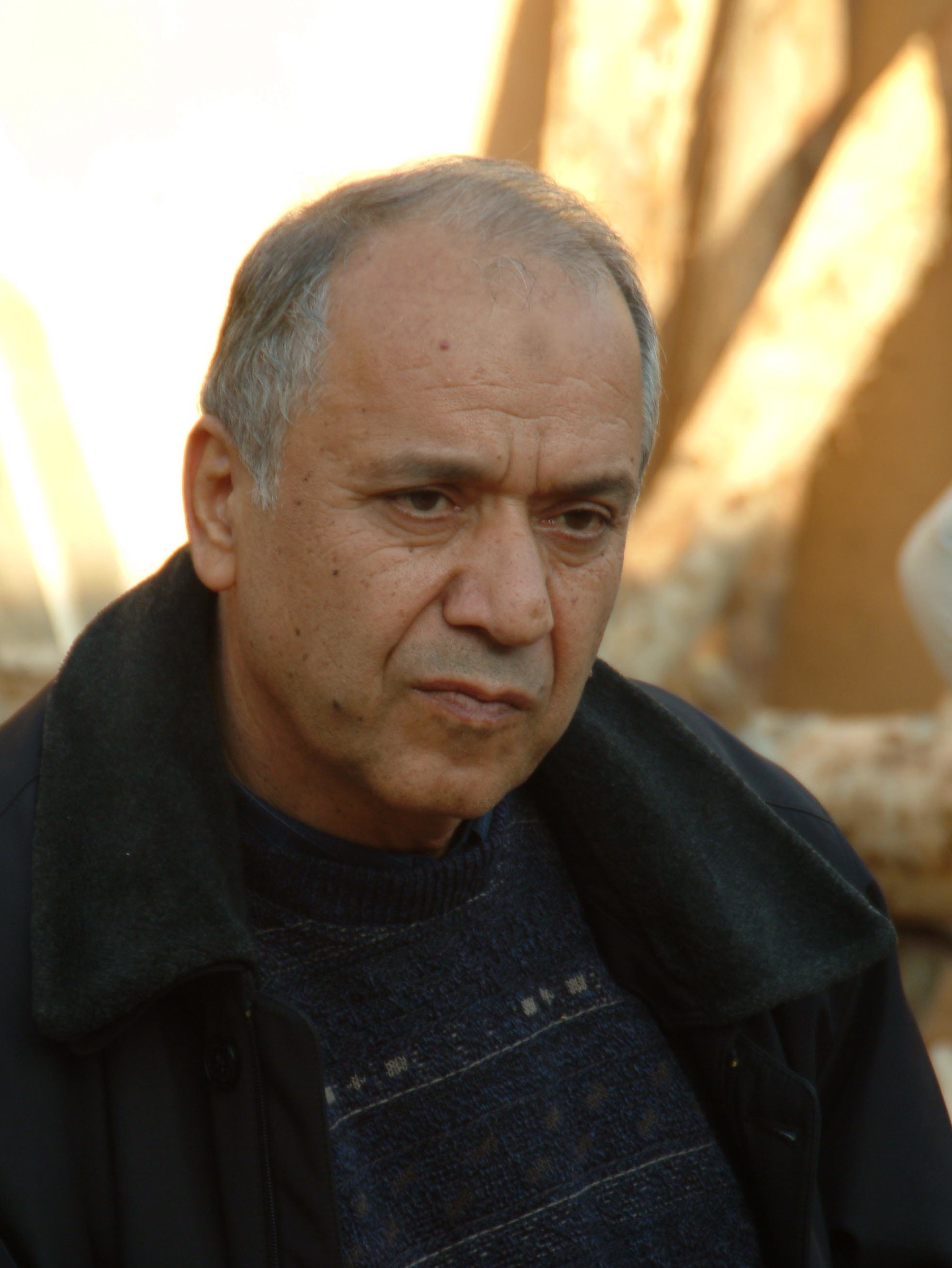
محمود فلاح
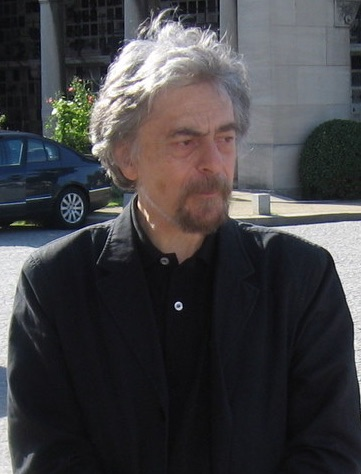
عباس معیری
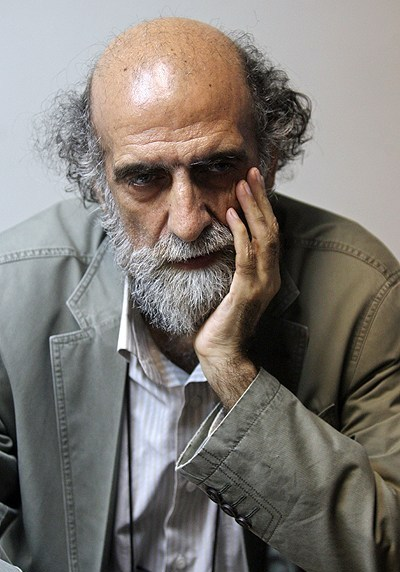
کریم اکبری مبارکه
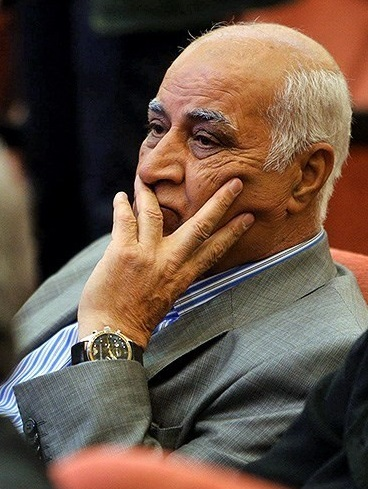
محمود یاوری
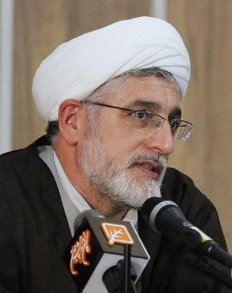
داود فیرحی

- ۱ آبان - محمود فلاح، تهیه‌کننده سینما و تلویزیون (زاده ۱۳۲۴)
- ۳ آبان
  - داریوش سالاری، سازنده سازهای ایرانی و هندی (زاده ۱۳۲۹)
  - عباس معیری، نقاش و مجسمه‌ساز (زاده ۱۳۱۸)
- ۶ آبان - غرق‌شدن مهاجران اهل ایران در کانال مانش
- ۷ آبان - قاضی حداد، معاون امنیت دادسرای عمومی و انقلاب تهران (زاده ۱۳۳۵)
- ۸ آبان - کریم اکبری مبارکه، بازیگر (زاده ۱۳۳۲)
- ۱۰ آبان - جلال ملکشاه، شاعر، نویسنده، روزنامه‌نگار و فعال سیاسی کرد (زاده ۱۳۳۰)
- ۱۱ آبان - عزت‌الله جامعی، بازیگر و تهیه‌کننده (زاده ۱۳۳۳)
- ۱۷ آبان - محمدرضا نجفی، نماینده پیشین مجلس (زاده ۱۳۴۸)
- ۱۸ آبان - حیدر شونجانی، ورزشکار شنا و واترپلو (زاده ۱۳۲۴)
- ۲۰ آبان
  - محمود یاوری، بازیکن و مربی سابق فوتبال (زاده ۱۳۱۸)
  - امیر یاوری، بوکسور (زاده ۱۳۱۰).
  - عزیز بساق، نوازنده سرنا و موسیقی محلی لرستان (زاده ۱۳۱۱)
- ۲۱ آبان - داود فیرحی، نظریه‌پرداز و پژوهشگر علوم سیاسی (زاده ۱۳۴۳)
- ۲۳ آبان - عمران علیمحمدی، نماینده ادوار مجلس (زاده ۱۳۴۴)
- ۲۴ آبان - جواد اژه ای، رئیس هیئت امنای سازمان ملی پرورش استعدادهای درخشان (زاده ۱۳۲۷)
- ۲۹ آبان - عباس مدرسی یزدی، روحانی شیعه (زاده ۱۳۲۲)[۱۵۷]

### آذر

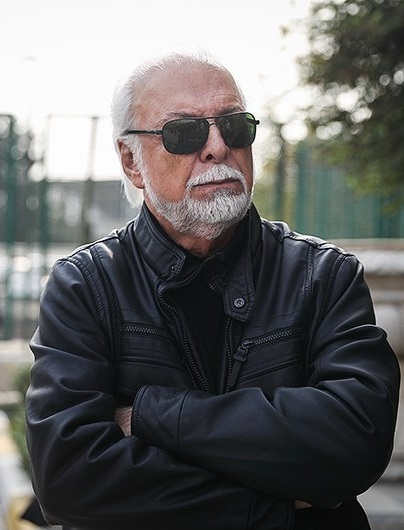
چنگیز جلیلوند
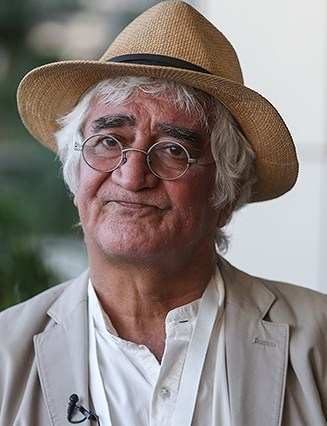
کامبوزیا پرتوی
پرویز پورحسینی
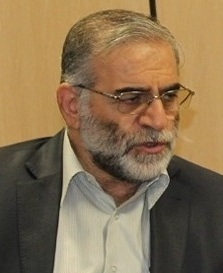
محسن فخری‌زاده
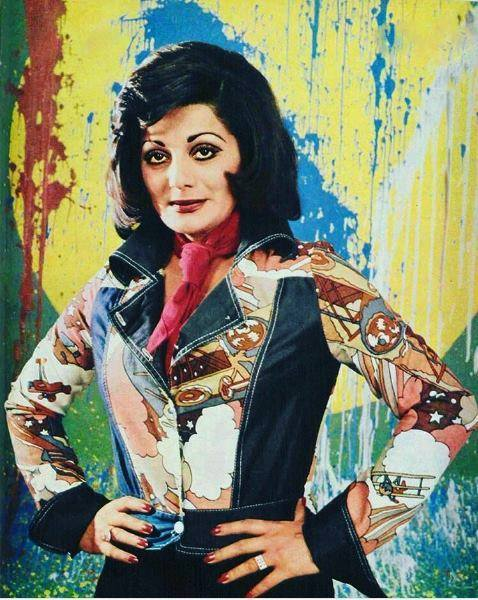
رامش
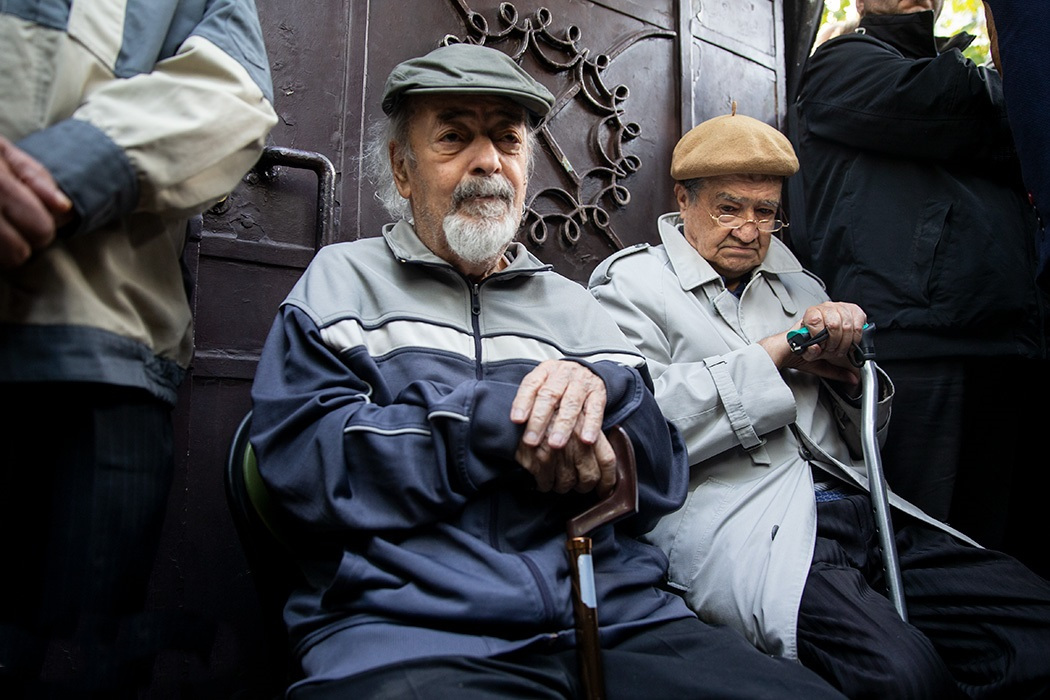
محمد ملکی
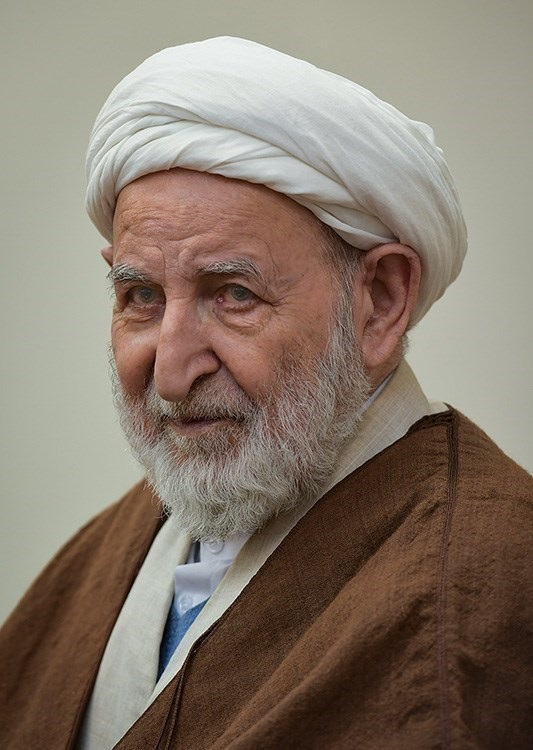
محمد یزدی
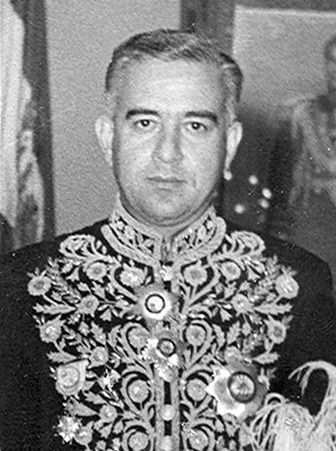
عبدالرضا انصاری

- ۱ آذر - سید یحیی جعفری، امام جمعه سابق کرمان (زاده ۱۳۱۰)
- ۲ آذر
  - محمدحسن راستگو، روحانی ایرانی (زاده ۱۳۳۲)
  - چنگیز جلیلوند، صداپیشه و بازیگر (زاده ۱۳۱۴)
  - حسن نراقی، پژوهشگر و جامعه‌شناس (زاده ۱۳۲۳)
  - سعید راد، پزشک و پدر رادیولوژی ایران (زاده ۱۳۰۹)
  - روح‌الدین ابوطالبی، سرتیپ خلبان ایرانی (زاده ۱۳۳۰)
- ۴ آذر
  - کامبوزیا پرتوی، فیلمنامه‌نویس و کارگردان (زاده ۱۳۳۴)
  - محمد خادم، کشتی‌گیر و مربی سابق کشتی (زاده ۱۳۱۴)
- ۵ آذر - مصطفی هاشمی ریسه، نماینده ادوار مجلس شورای اسلامی (۱۳۳۷)
- ۷ آذر
  - پرویز پورحسینی، بازیگر سینما، تئاتر و تلویزیون (زاده ۱۳۲۰)
  - محسن فخری زاده، نظامی و محقق هسته ای (زاده ۱۳۴۰)
- ۸ آذر - عبدالحسین پرویز نوایی، رئیس سابق سازمان هواشناسی (زاده ۱۳۰۹)
- ۹ آذر - سید محمد علی شهیدی محلاتی، روحانی و سیاستمدار (زاده ۱۳۲۸)
- ۱۰ آذر
  - رامش، خواننده و بازیگر (زاده ۱۳۲۵)
  - علی اصغر شهبازی، بازیگر (زاده ۱۳۰۱)
  - هدا زرباف، مجسمه‌ساز (زاده ۱۳۶۱)
- ۱۲ آذر
  - محمد ملکی، نویسنده و فعال حقوق بشر (زاده ۱۳۱۲)
  - برات زنجانی، پژوهشگر و استاد ادبیات (زاده ۱۳۰۳)
  - ۱۵ آذر - محمدرضا اتابکی، نوازنده ویولن (زاده ۱۳۱۹)
- ۱۶ آذر
  - علی اصغر زارعی، نماینده ادوار مجلس شورای اسلامی (زاده ۱۳۳۵)
  - مرتضی شیرزادی، نماینده ادوار مجلس شورای اسلامی (زاده ۱۳۲۷)
- ۱۷ آذر - علیرضا جباری، شاعر، نویسنده، روزنامه‌نگار و عضو کانون نویسندگان ایران (زاده ۱۳۲۳)
- ۱۸ آذر
  - علی سردارافخمی، هنرمند و معمار (زاده ۱۳۰۸)
  - احمدعلی راغب، نویسنده و آهنگساز (زاده ۱۳۲۳)
- ۱۹ آذر - محمد یزدی، سیاستمدار و روحانی شیعه (زاده ۱۳۱۰)
- ۲۱ آذر
  - رهنورد زریاب، نویسنده (زاده ۱۳۲۳)[۱۵۸]
  - عبدالرضا انصاری، سیاستمدار (زاده ۱۳۰۴)
- ۲۲ آذر - روح‌الله زم، فعال سیاسی (زاده ۱۳۵۷)
- ۲۵ آذر - تهمینه، بازیگر (زاده ۱۳۱۴)

### دی

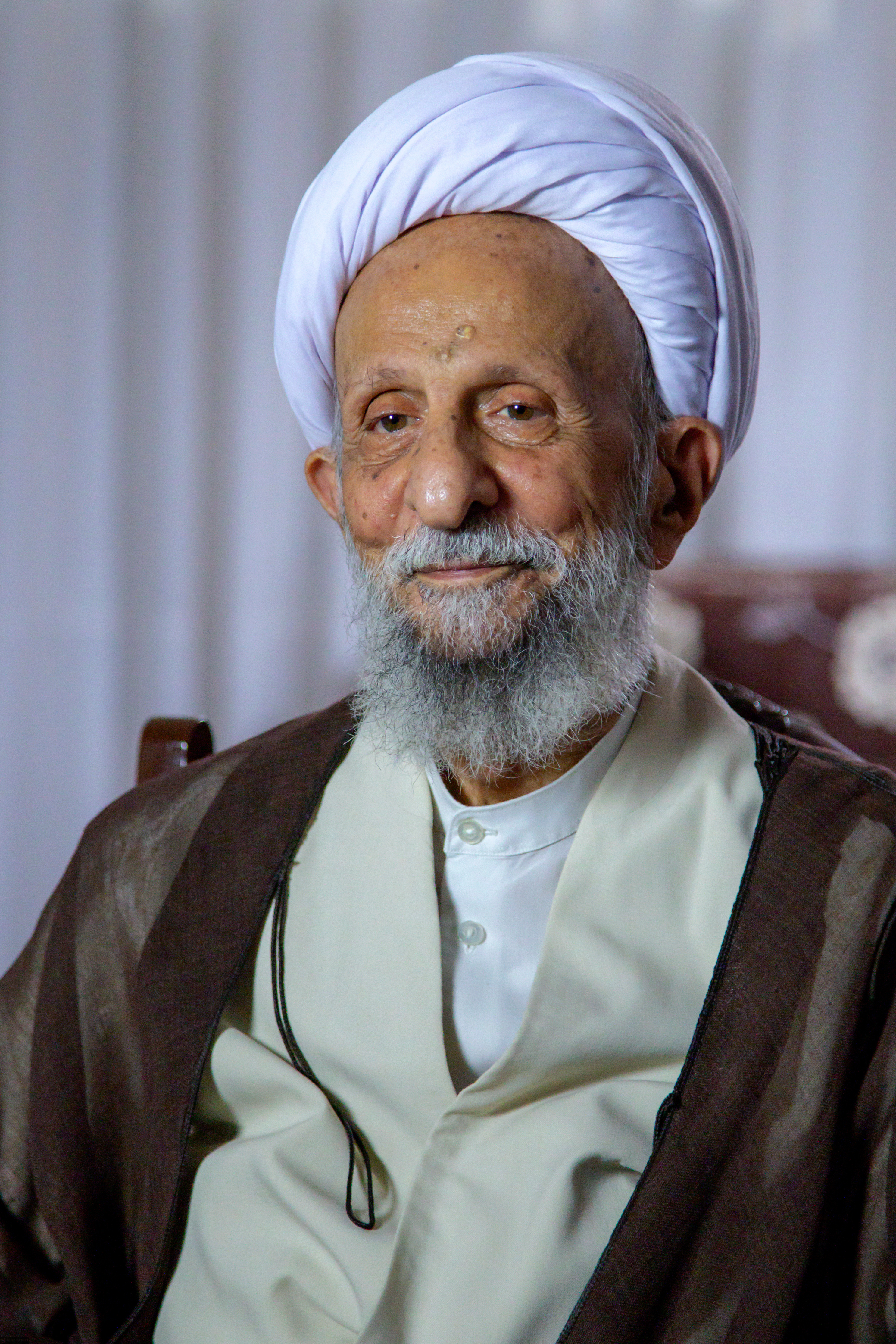
محمدتقی مصباح یزدی
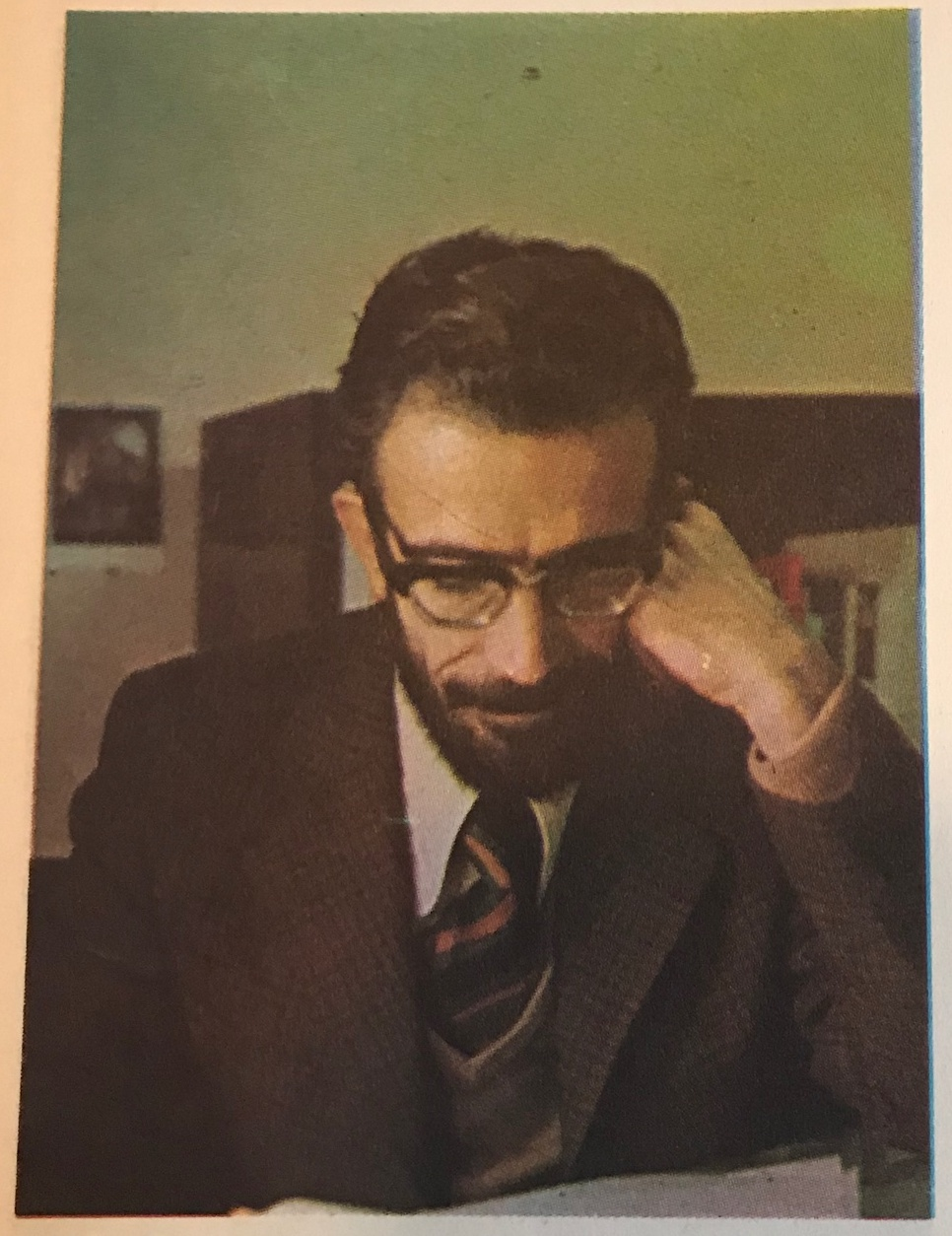
محمود کیانوش

- ۷ دی - اصغر عبداللهی، فیلمنامه‌نویس و کارگردان (زاده ۱۳۳۴)
- ۱۰ دی - ایرج دبیرسیاقی، فوتبالیست (زاده ۱۳۱۶)
- ۱۲ دی - محمد تقی مصباح یزدی، فقیه و سیاستمدار (زاده ۱۳۱۳)
- ۲۰ دی
  - مهدی عطار اشرفی، وزنه‌بردار (زاده ۱۳۲۷)
  - صمد شجاعیان، نماینده ادوار مجلس (زاده ۱۳۲۷)
- ۲۱ دی - یوسف علی قربانی، بازیگر ایرانی (زاده ۱۳۱۲)
- ۲۳ دی - محمود کیانوش، نویسنده، محقق، شاعر ایرانی (زاده ۱۳۱۳)
- ۲۵ دی - علی محمد احمدی، نماینده ادوار مجلس (زاده ۱۳۳۵)
- ۲۸ دی - شیده لالمی، روزنامه‌نگار (زاده ۱۳۶۰)

### بهمن

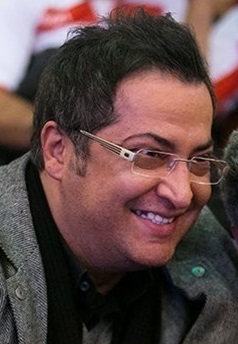
مهرداد میناوند
هاله لاجوردی
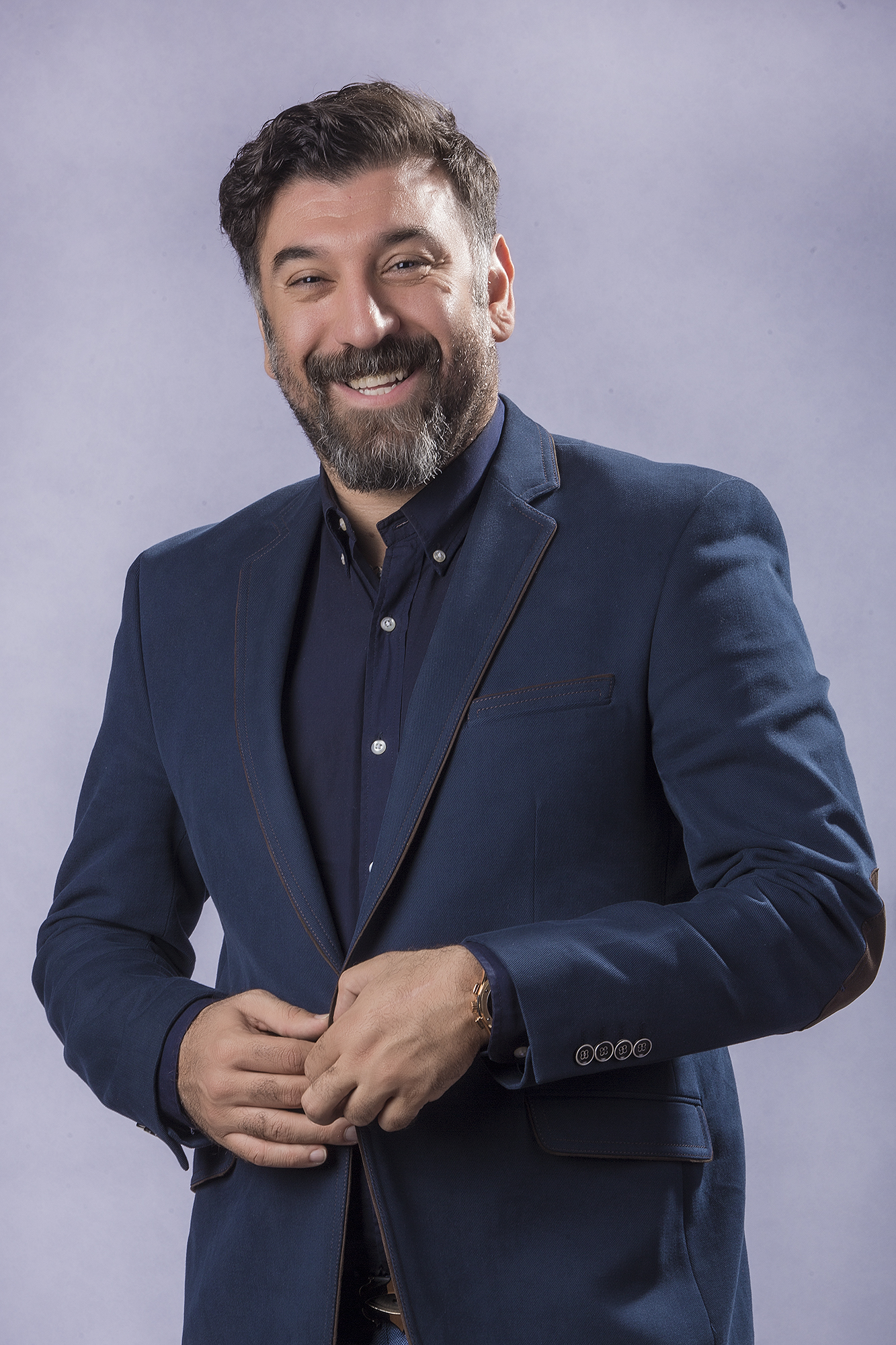
علی انصاریان
بهنام محجوبی

- ۱ بهمن - پروین عالی‌پور، خواننده آوازهای بختیاری (زاده ۱۳۲۷)
- ۲ بهمن - سید محمد احمدی، استاندار پیشین فارس و سفیر ایران در ترکمنستان (زاده ۱۳۳۵)
- ۷ بهمن - عباس صفاری، شاعر و ترانه‌سرا (زاده ۱۳۳۰)
- ۸ بهمن
  - مهرداد میناوند، بازیکن پیشین فوتبال (زاده ۱۳۵۴)
- ۱۰ بهمن - جمشید نجفی، خواننده (زاده ۱۳۲۹)
- ۱۳ بهمن - هاله لاجوردی، جامعه‌شناس و استادیارِ دانشگاه تهران (زاده ۱۳۴۳)
- ۱۵ بهمن
  - علی انصاریان، بازیکن پیشین فوتبال و بازیگر ایرانی (زاده ۱۳۵۶)
  - ایرج نوبخت، نویسنده و مترجم (زاده ۱۳۱۱)
- ۲۰ بهمن
  - سید محمد ضیاءآبادی، مفسر قرآن و مجتهد شیعه (زاده ۱۳۰۷)
  - محمود کوشان، فیلمبردار و کارگردان (زاده ۱۳۱۱)
- ۲۵ بهمن
  - الهیار ملکشاهی، نماینده ادوار مجلس (زاده ۱۳۴۰)
  - محمدرضا دولت‌آبادی، نماینده ادوار مجلس (زاده ۱۳۳۵)
  - علی برقی، بازیگر (زاده ۱۳۵۷)
- ۲۷ بهمن
  - گلنوش خالقی، موسیقی دان، آهنگساز و رهبر ارکستر (زاده ۱۳۱۹)
  - غلامرضا سرکوب، بازیگر (زاده ۱۳۱۰)
- ۲۸ بهمن
  - بهنام محجوبی، درویش زندانی اعتراضات گلستان هفتم (زاده ۱۳۶۶)
- ۲۹ بهمن
  - ایرج کابلی، زبان‌شناس، وزن‌شناس و مترجم (زاده ۱۳۱۷)
  - ابوالفضل حسین‌پور، پیشکسوت کشتی (زاده ۱۳۱۰)
  - بهنوش فرهودی، دوبلور (زاده ۱۳۴۹)
- ۳۰ بهمن - امیراصلان افشار قاسملو، سیاستمدار (زاده ۱۲۹۸)

### اسفند

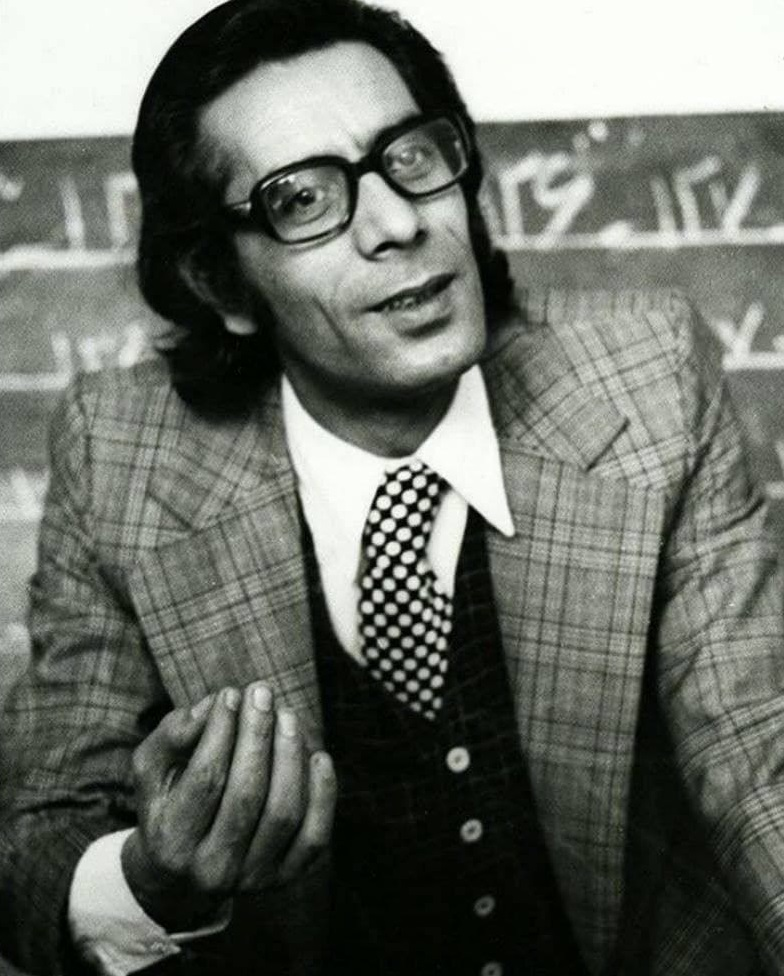
نوذر آزادی

- ۴ اسفند - محمود رفتاری، پیشکسوت کشتی (زاده ۱۳۱۴)
- ۹ اسفند - نوذر آزادی، بازیگر و کارگردان (زاده ۱۳۱۷)
- ۱۹ اسفند - احمد فخرصباحی، بازیگر و گوینده رادیو (زاده ۱۳۲۵)
- ۲۰ اسفند - جاسم جادری، استاندار هرمزگان و نماینده ادوار مجلس (زاده ۱۳۳۶)
- ۲۱ اسفند - هوشنگ میرزایی، مستندساز (زاده ۱۳۵۰)
- ۲۴ اسفند - محمود خوشنام، پژوهشگر موسیقی (زاده ۱۳۱۴)
- ۲۸ اسفند - عباس خوشدل، آهنگ‌ساز و رهبر ارکستر (زاده  ۱۳۱۰)
- ۲۹ اسفند - علی خاوری، دبیر اول حزب توده ایران (زاده ۱۳۰۲)
- ۳۰ اسفند - فرانسوا نیکولو، سفیر فرانسه در ایران